# Arte yoruba

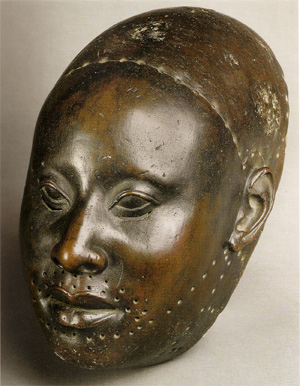
Máscara del rey Obalufon II, c. 1300 CE.; cobre; altura: 29,2 cm; descubierto en Ife, Museo Nacional de Ife (Ife, Nigeria)

Los yoruba de África Occidental (Benín, Nigeria y Togo) poseen una tradición artística distintiva, que sigue siendo vital e influyente hoy en día.
Gran parte del arte yoruba, incluidos los bastones, los trajes de la corte y las cuentas para las coronas, está asociado con las cortes reales. Los tribunales también encargaron numerosos objetos arquitectónicos, como postes de verandas, portones y puertas adornadas con tallas. Otras manifestaciones artísticas están relacionadas con los santuarios y las tradiciones con máscaras. Los yoruba adoran a un gran panteón de deidades, y los santuarios dedicados a estos dioses están adornados con tallas y albergan una gran variedad de figuras de altar y otra parafernalia ritual. Las máscaras tradicionales varían según la región y se emplean en una amplia gama de festivales y celebraciones.

## Historia
En el período cercano al año 800 d. C., los artistas de Ife desarrollaron una tradición escultórica refinada y naturalista en terracota, piedra y aleaciones de cobre (cobre, latón y bronce), muchas de las cuales parecen haber sido creadas bajo el patrocinio del rey Obalufon II,  persona que hoy se identifica como la deidad patrona yoruba de la fundición de latón, el tejido y las insignias.
Existieron una serie de reinos yoruba a lo largo de los últimos nueve siglos. El Imperio Ife fue el primero de ellos y tuvo influencia cultural sobre los reinos de Oyo, Owo y Benín, cuyas cortes reales se dice que aprendieron su arte de los maestros Ife. Los primeros registros arqueológicos e histórico-artísticos refuerzan estas fuertes afiliaciones con la cultura Ife desde el siglo XIV.
Los reinos yoruba prosperaron hasta que el tráfico de esclavos y las guerras del siglo XIX les pasaron factura. Uno de los efectos de esta devastación fue la dispersión de millones de yoruba por todo el mundo. Esto dio lugar a un fuerte carácter yoruba en la vida artística, religiosa y social de los africanos en el Nuevo Mundo. 

### Cronología
Henry Drewal, John Pemberton y Rowland Abiodun proponen diversas etapas en el desarrollo del arte en Ife. Las categorías dadas a los distintos períodos de la producción artística se centran en la pavimentación de los patios y pasillos de la ciudad con ladrillos de terracota en algún momento alrededor del año 1000 d. C.:
- Era arcaica, antes del año 800 d. C.
- Era anterior al pavimento, 800–1000
- Era temprana del pavimento, 1000–1200
- Era tardía del pavimento, 1200-1400
- Era posterior al pavimento, 1400 – c. 1600

- Era del humanismo estilizado, c. 1600

 – presente  

## Arte y vida en la cultura yoruba
La costumbre del arte y los artistas entre los yoruba está profundamente arraigada en el corpus literario de Ifá, que indica a los orishas Oggun, Obatalá, Oshun y Obalufon como centrales en la mitología de la creación, incluido el arte (es decir, el arte de la humanidad).
La centralidad del arte (onà) en el pensamiento yoruba está basada en su cosmología, que traza el origen de la existencia (ìwà) a una divinidad suprema llamada Olódùmarè, el generador de ase, el poder habilitador que sostiene y transforma el universo. Para los yoruba, el arte comenzó cuando Olódùmarè encargó a la deidad artista Obatalá que moldeara la primera imagen humana en arcilla. Hoy en día, es costumbre que los yoruba deseen buena suerte a las mujeres embarazadas con el saludo: "Que Obatalá nos fabrique una buena obra de arte".
 

El concepto de ase influye en la composición de muchas de las artes yoruba. En las artes visuales, un diseño puede ser segmentado o seriado: un "agregado discontinuo en el que las unidades del todo son discretas y comparten el mismo valor con las otras unidades".  Dichos elementos se pueden ver en bandejas y cuencos de Ifá, postes de terrazas, puertas talladas y máscaras ancestrales.

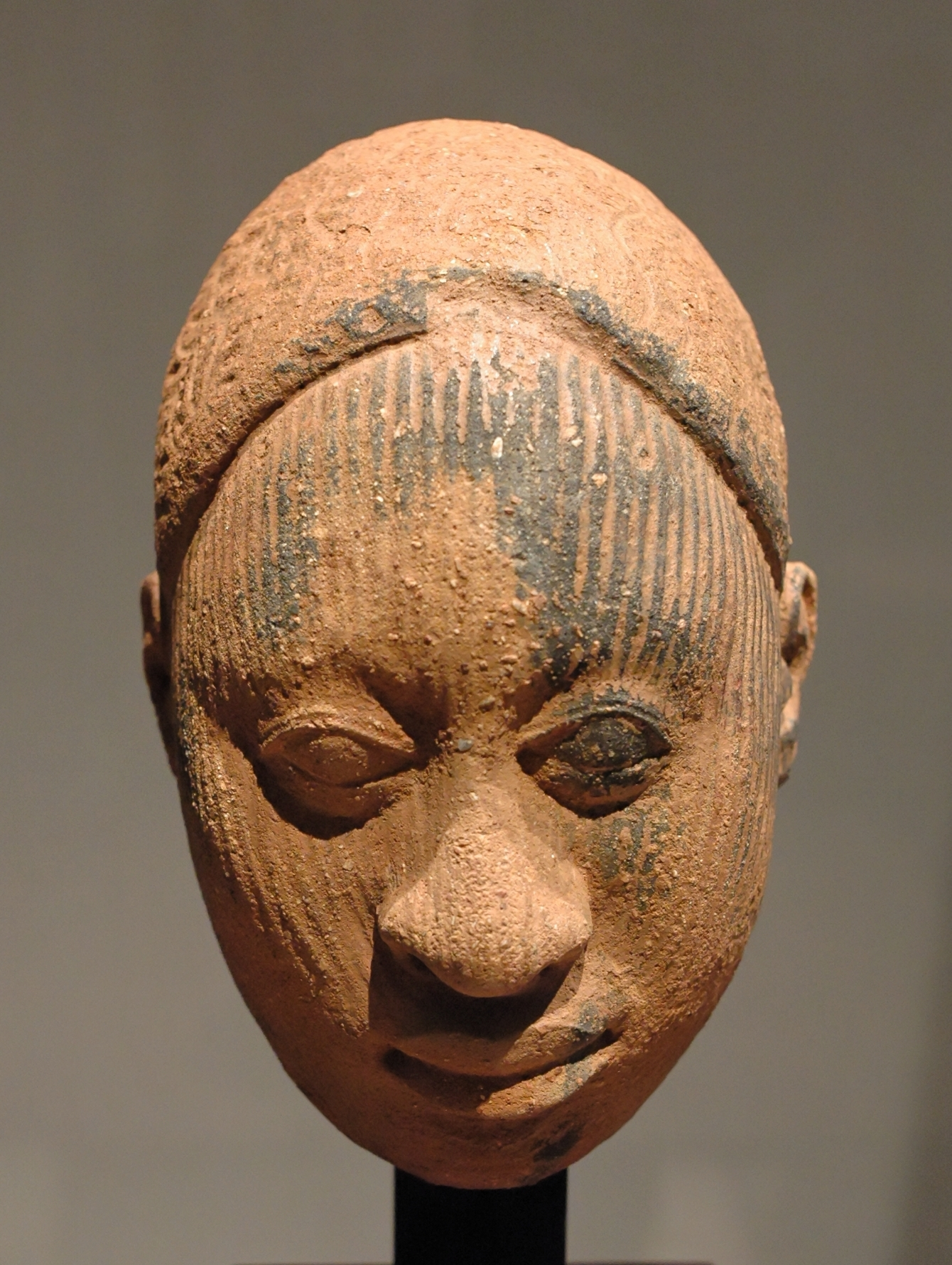
Cabeza de Ife, terracota, probablemente siglos XII-XIV; altura: 15,5 cm.
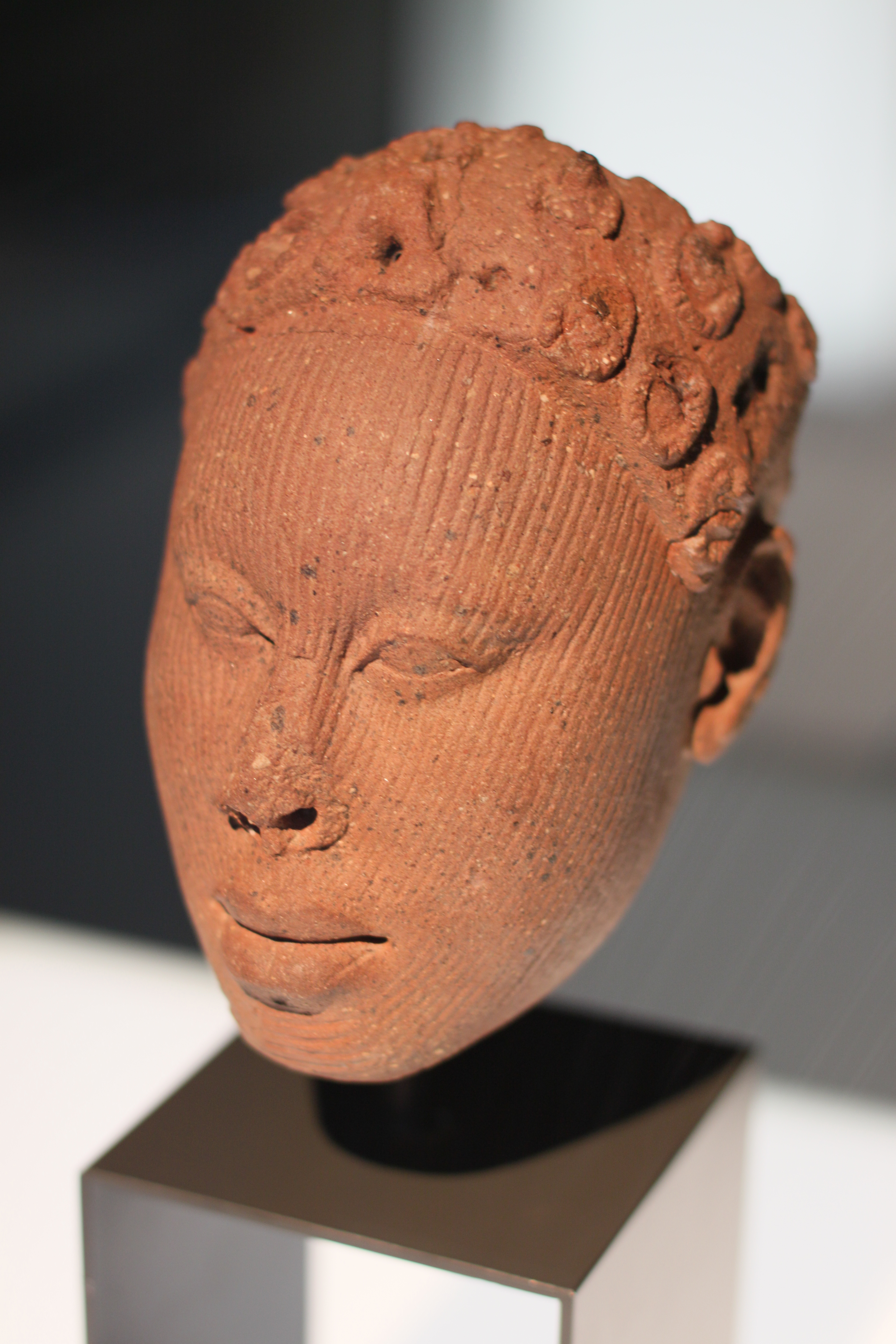
Busto de rey o dignatario, siglos XII-XV d. C., terracota. Museo Etnológico de Berlín (Alemania); descubierto en Ife (Nigeria)
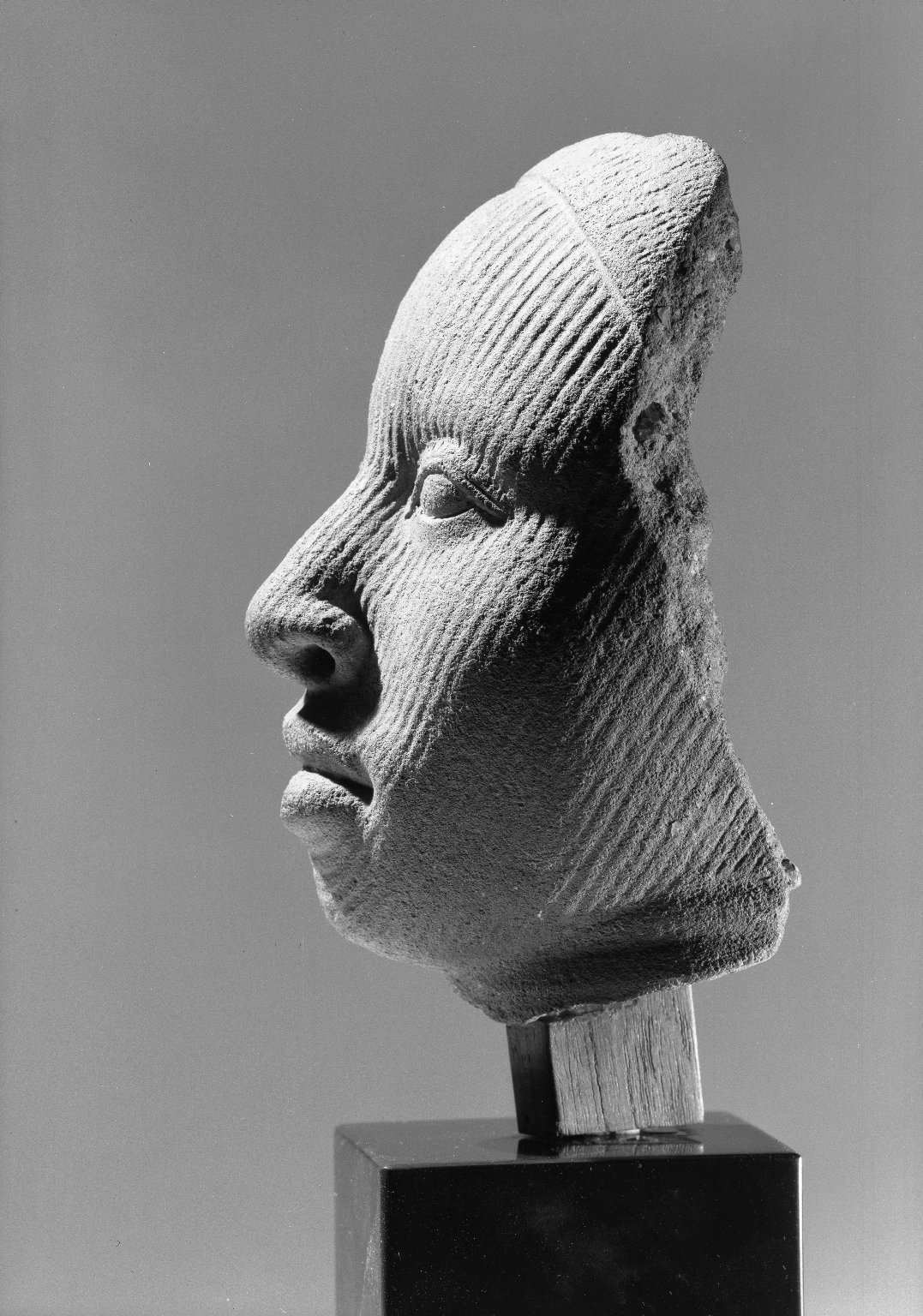
Museo de Brooklyn, fragmento de una cabeza de Ife
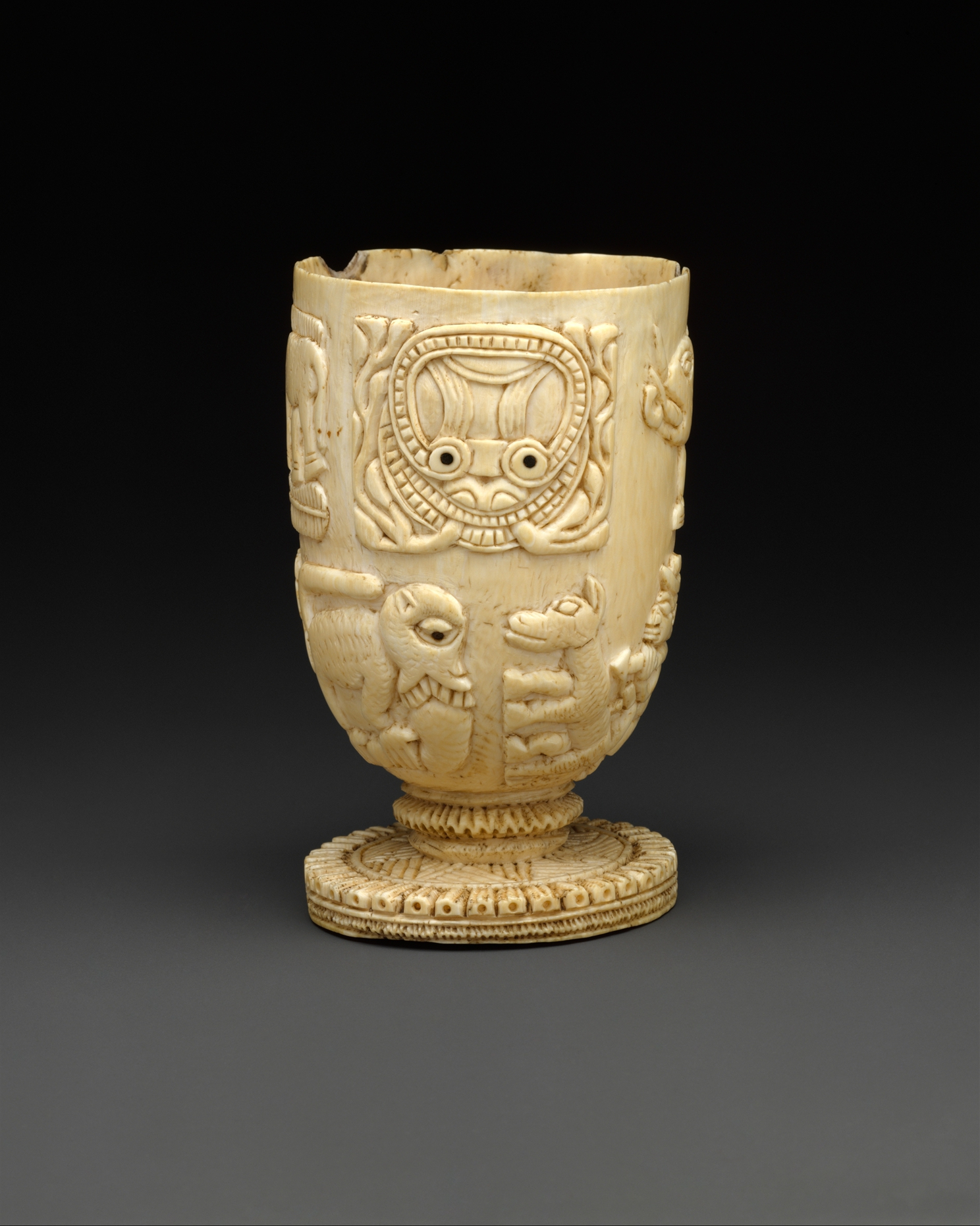
Vasija ceremonial de marfil
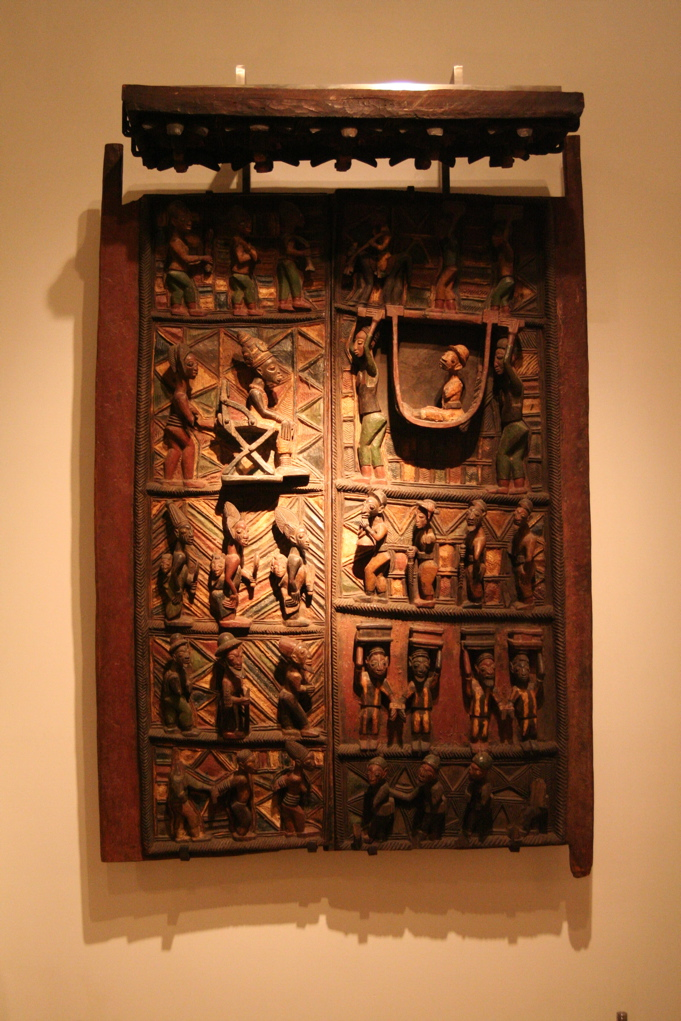
Puerta con paneles decorados
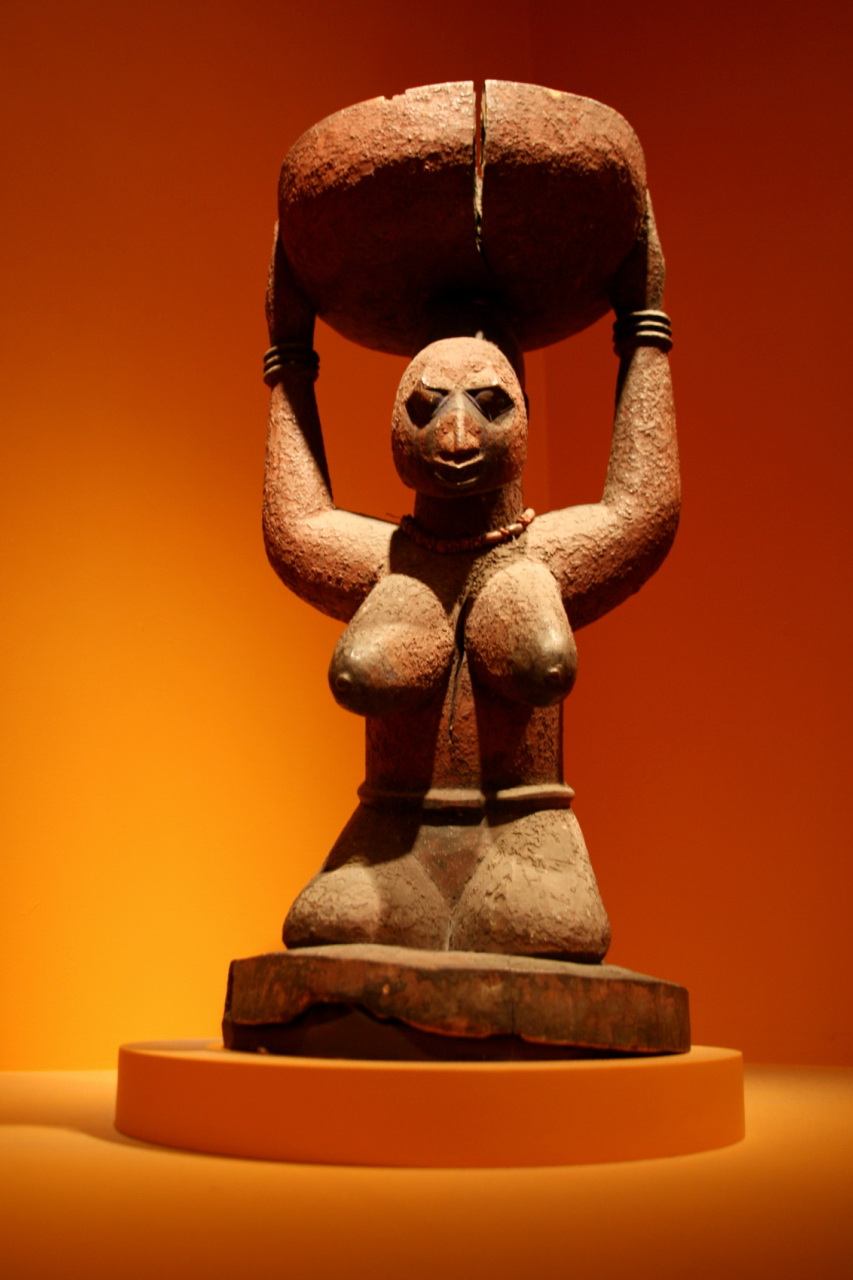
Figura femenina de Oke-Onigbin, santuario de Changó.
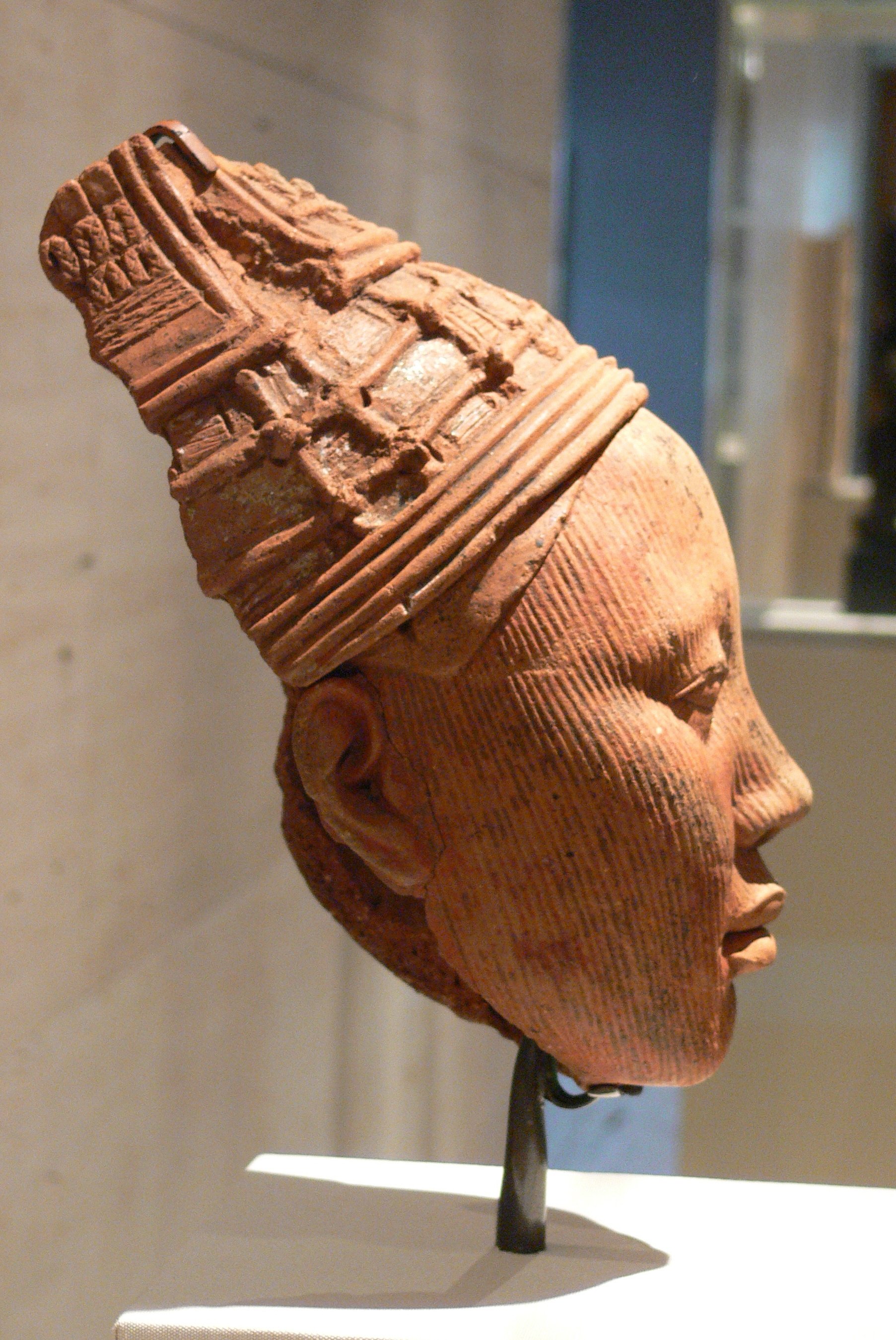
Cabeza, probablemente de un rey; siglos XII-XIV; terracota; 26,7 × 14,5 × 18,7 cm. Museo de Arte Kimbell (Fort Worth, Texas, Estados Unidos)
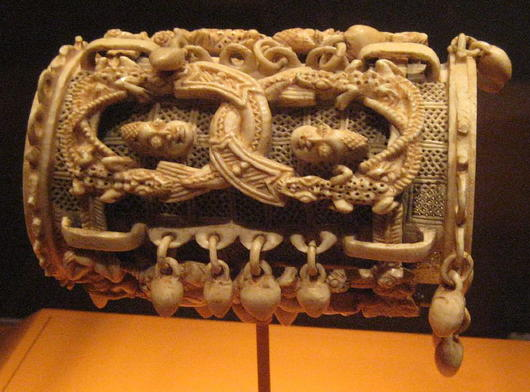
Brazalete (siglo XVI).

## La importancia de los Orí

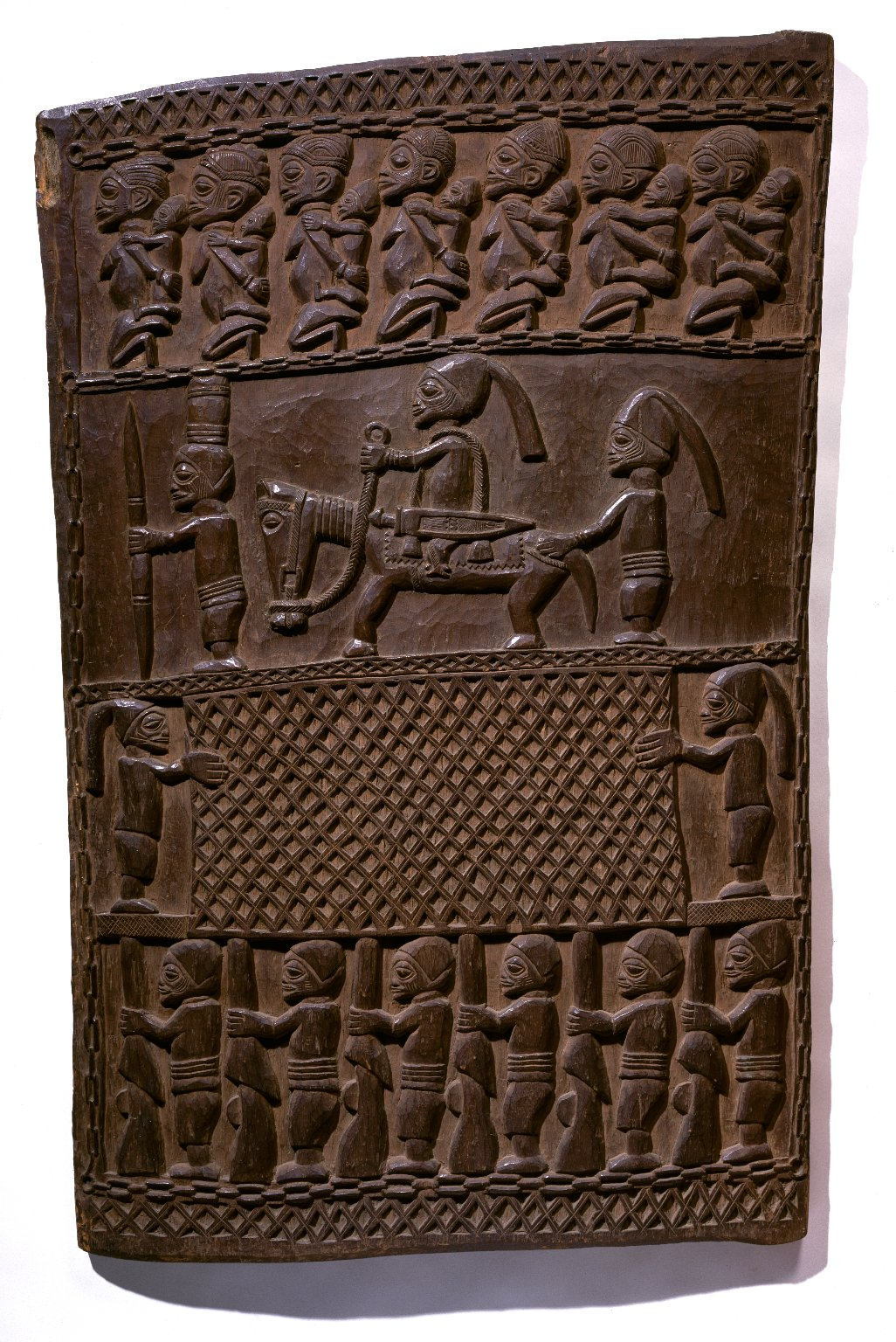
Puerta de madera (Ilekun) con motivos tallados

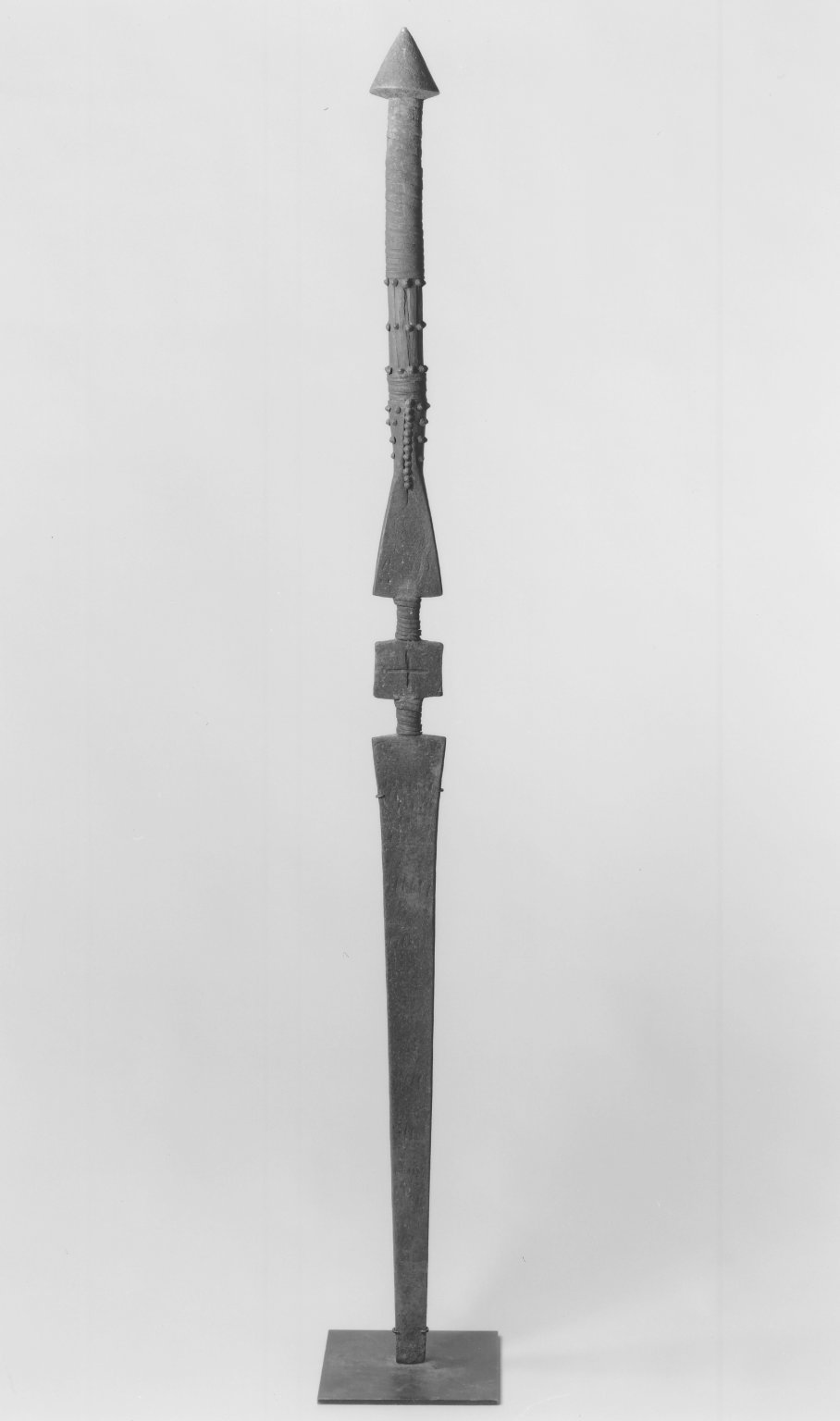
Bastón de hierro y madera (Opa Orisha Oko); ; Museo de Brooklyn

El destino (àyànmó) que una persona trae consigo al nacer y que es una reencarnación “parcial” de sus antepasados está anclado en el Orí (literalmente ‘cabeza’). El creyente intenta aprender más sobre su predestinación de los Orishas a través de los sistemas de oráculos. El oráculo de Ifá, en el cual uno se comunica con Òrúnmìlà, el Orisha de la Sabiduría, sólo puede ser realizado por los Babalawos (sumos sacerdotes de Ifá). Un Orí se representa visualmente a través de elementos simbólicos dentro de sacrificios o rituales, o más comunes en las casas, serían las figuras de cabezas de terracota. El Orí generalmente puede determinar el resultado de la vida de cada persona. Antes de ser puesto en la tierra, cada persona debe seleccionar su propio Orí. Ajala a veces puede producir mal Orí, lo que puede afectar la vida de esas personas. También se realizan sacrificios y ritos para satisfacer a Orí-Isese, que es el gobernante supremo sobre todos los Orí. Las funciones principales de los sacrificios son alejar el mal y atraer la buena fortuna y la felicidad. 

## Anonimato y autoría en el arte africano
La cuestión del anonimato y la autoría ha preocupado durante mucho tiempo al campo de la historia del arte africano, en particular en su relación con las disparidades políticas entre África y Occidente. Al menos inicialmente, esa información rara vez se buscaba en el campo y muchos coleccionistas la consideraban innecesaria e incluso indeseable. Susan Mullin Vogel ha identificado otra paradoja. «En sus propias sociedades», escribe, «los artistas africanos son conocidos e incluso famosos, pero sus nombres rara vez se conservan en relación con obras específicas... Con frecuencia, el escultor africano se vuelve prácticamente irrelevante para la vida del objeto artístico una vez terminada su obra... Las culturas preservan la información que valoran».
El problema del anonimato en el arte yoruba en particular es preocupante en el contexto de su cultura, donde "es absolutamente imperativo que los individuos reconozcan la identidad y presencia de los demás en todo momento, [y donde] hay un saludo especial para cada ocasión y cada hora del día".
Se conocen varios nombres de artistas yoruba, entre ellos:
- Bangboshe de Osi Ilorin [18]
- Bandele Areogun de Osi [19]
- Maestro de Ikare [20]
- Lamidi Fakeye [21]
- Olowe de Ise [22]

## Artes del metal
Los herreros yoruba crean esculturas a partir de hierro, golpeándolo a mano, soldándolo y fundiéndolo. Ogun es venerado como el dios del hierro. 

Los trabajadores del metal también crean esculturas de latón mediante fundición a la cera perdida. La sociedad Ogboni considera que el latón es incorruptible. 

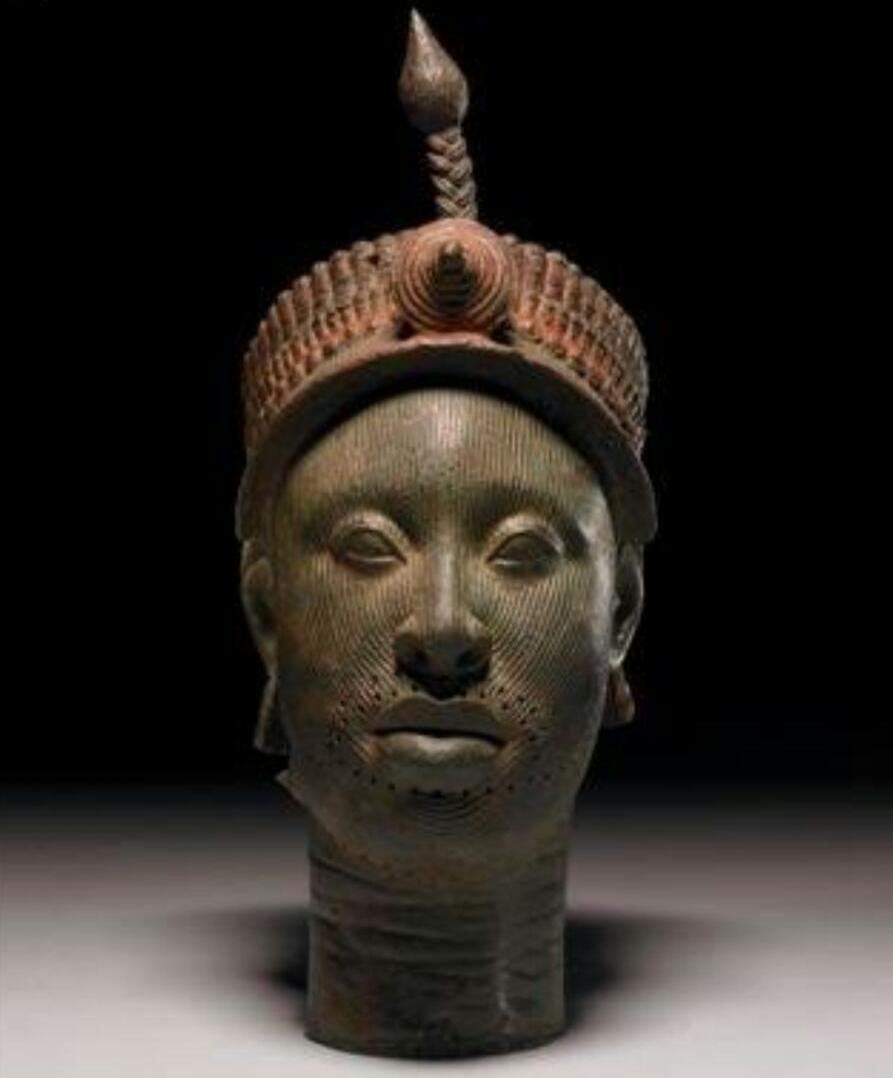
Cabeza de bronce de Ife; siglos XII-XV; latón. Museo Británico (Londres)
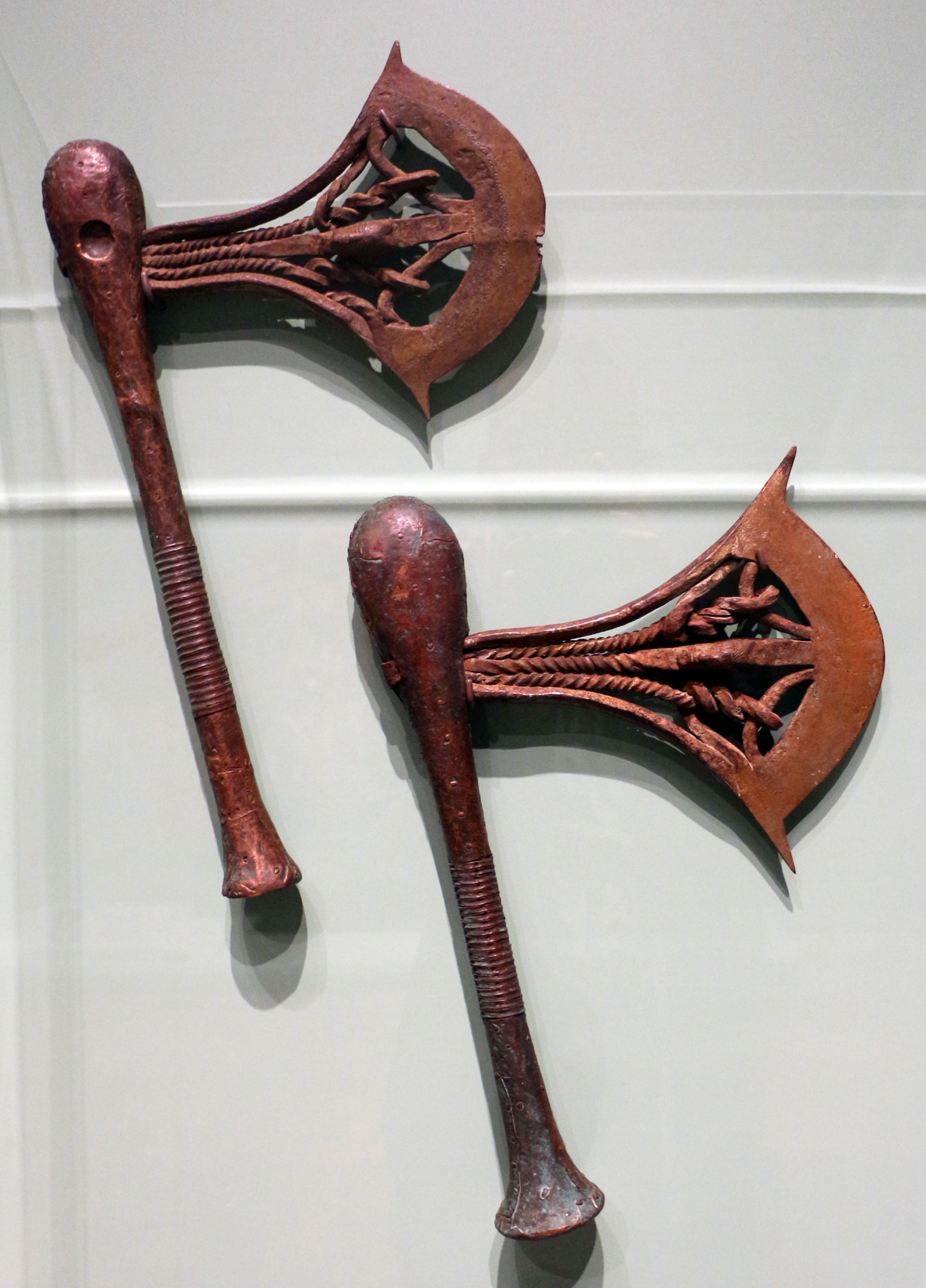
Hachas ceremoniales; siglo XVIII; de Owo (estado de Ondo, Nigeria). Museo de Arte Speed (Louisville, Kentucky, Estados Unidos).
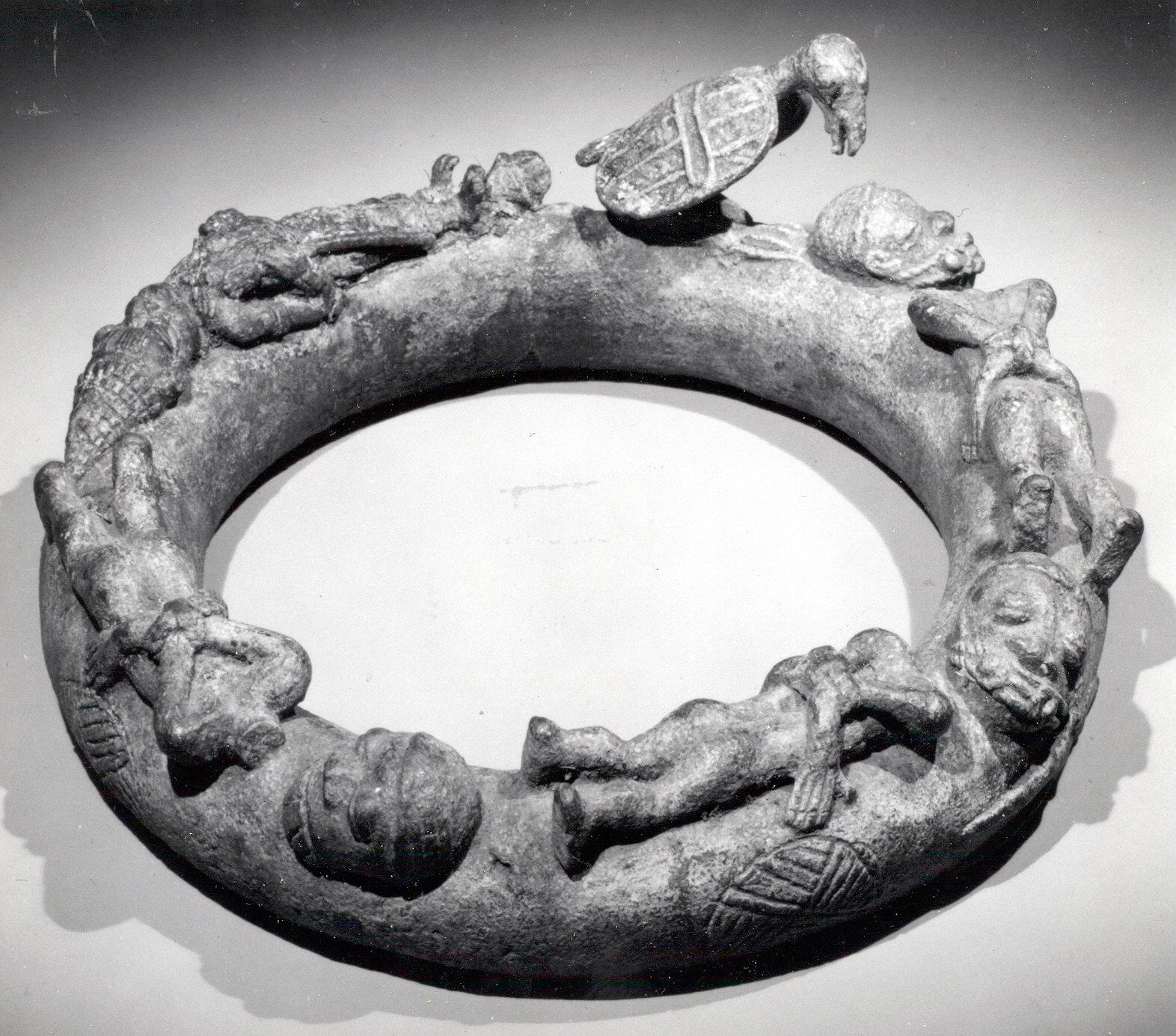
Anillo de altar de Ife, siglo XVI, aleación de latón o cobre
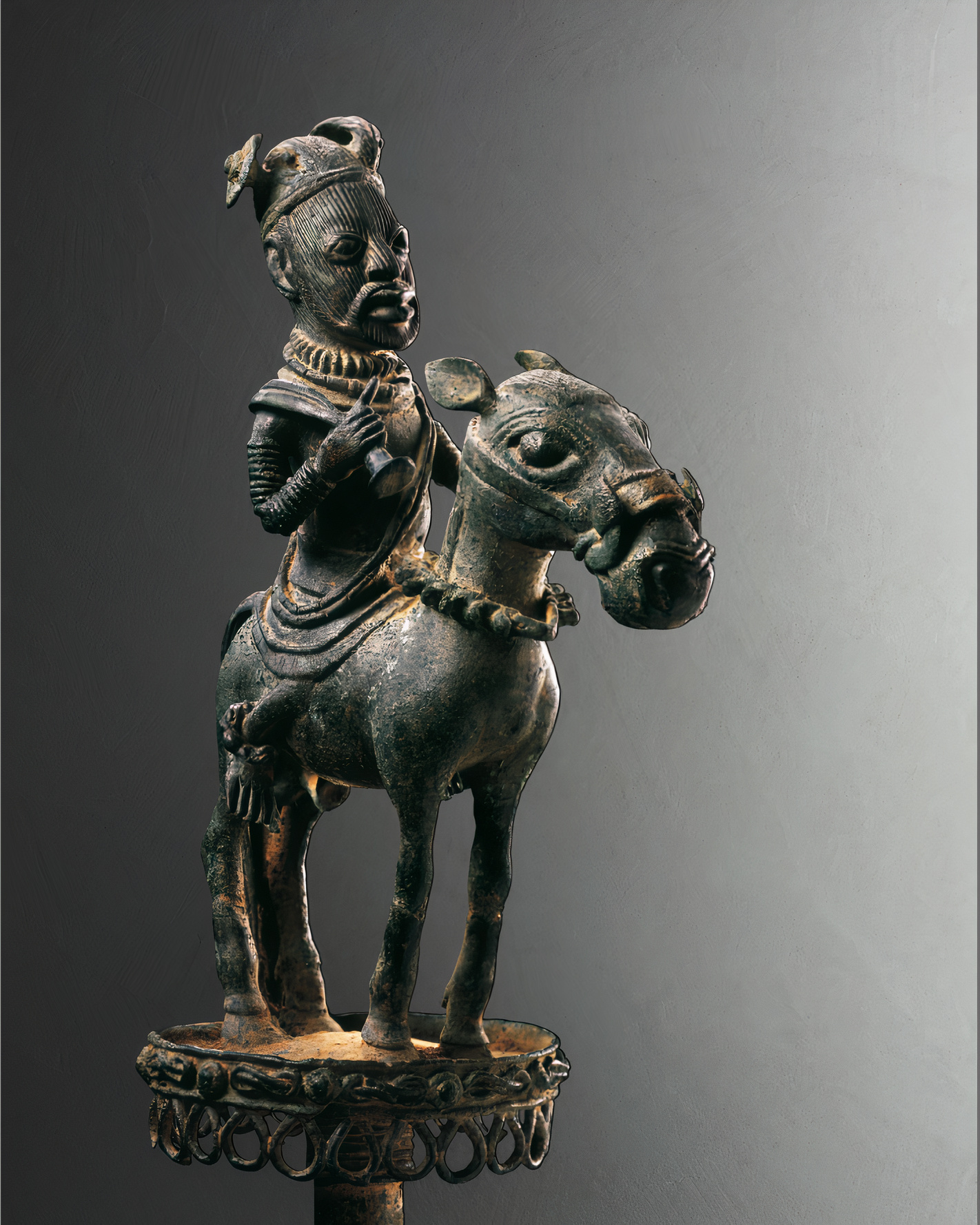
Cetro de aleación de cobre con figura de un rey o noble de alto rango de Ife, siglos XII-XIII d. C., montado a caballo. Las estrías faciales verticales características del arte temprano de Ife son evidentes.
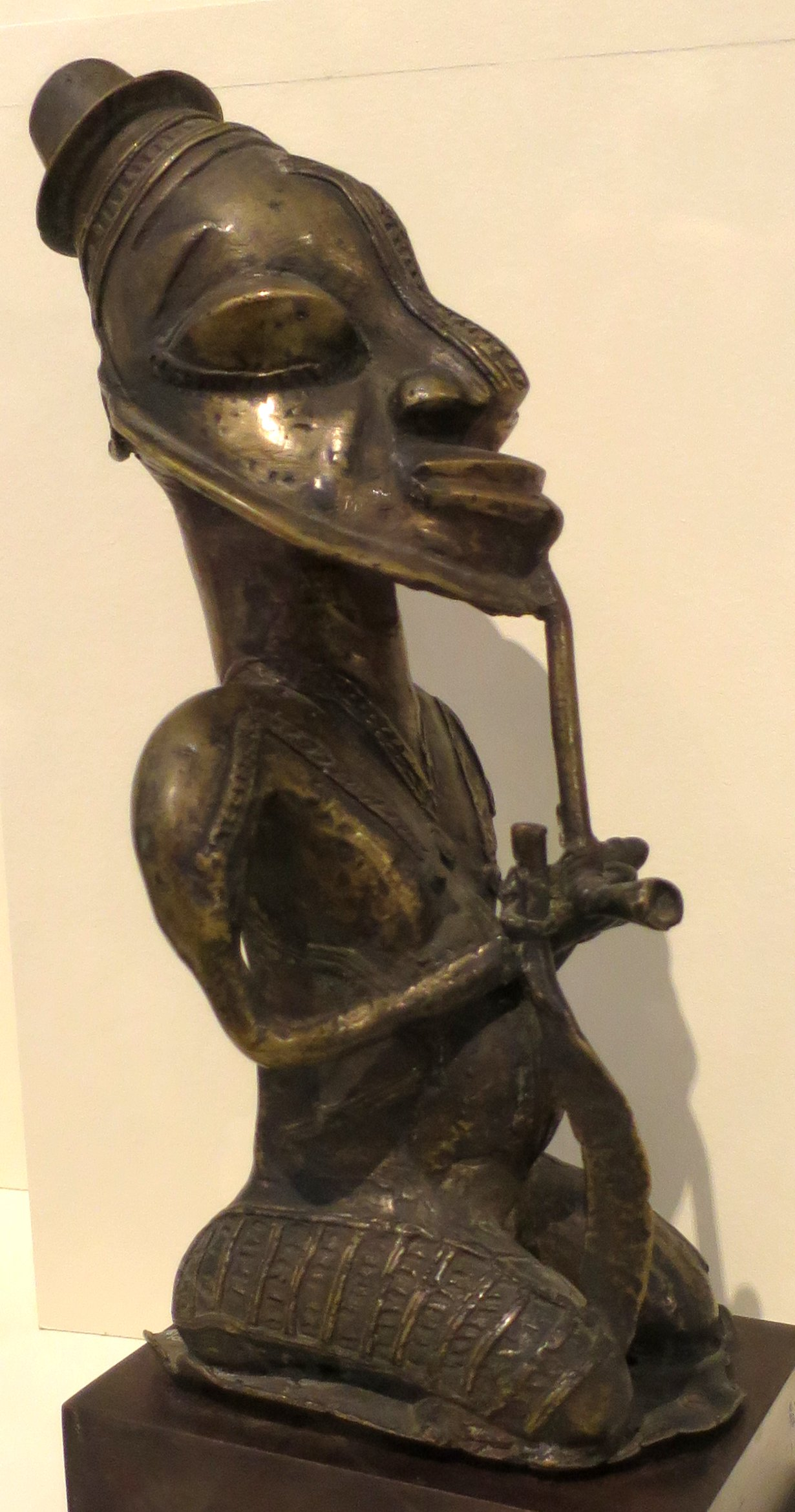
Figura masculina (Onile), finales del siglo XIX-principios del XX; bronce fundido. Museo de Arte de Honolulu (Hawái, Estados Unidos).
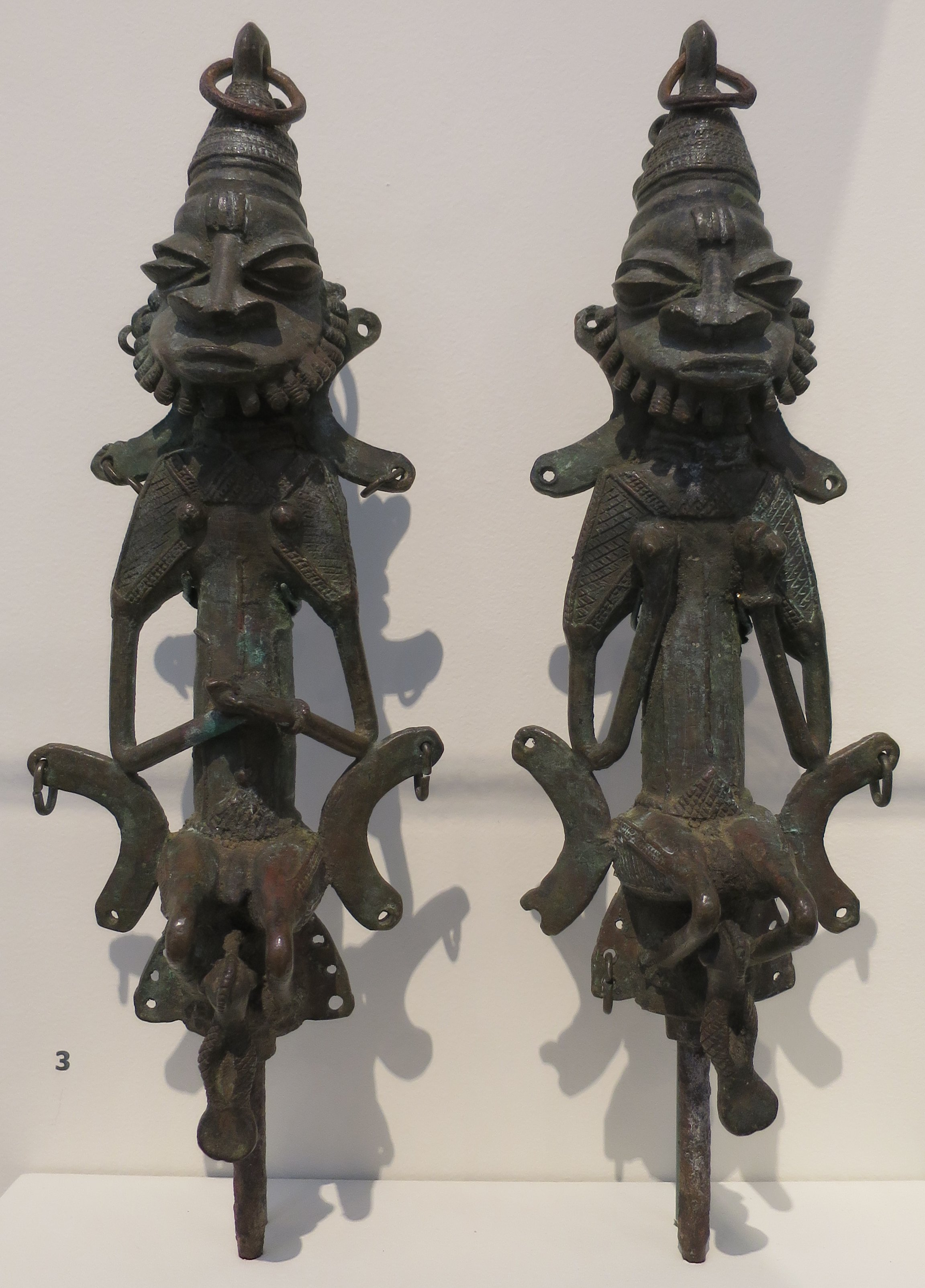
Par de bastones (Edan Ogboni), pareja masculina y femenina; siglo XIX; bronce y hierro fundido. Museo de Arte de Honolulu.
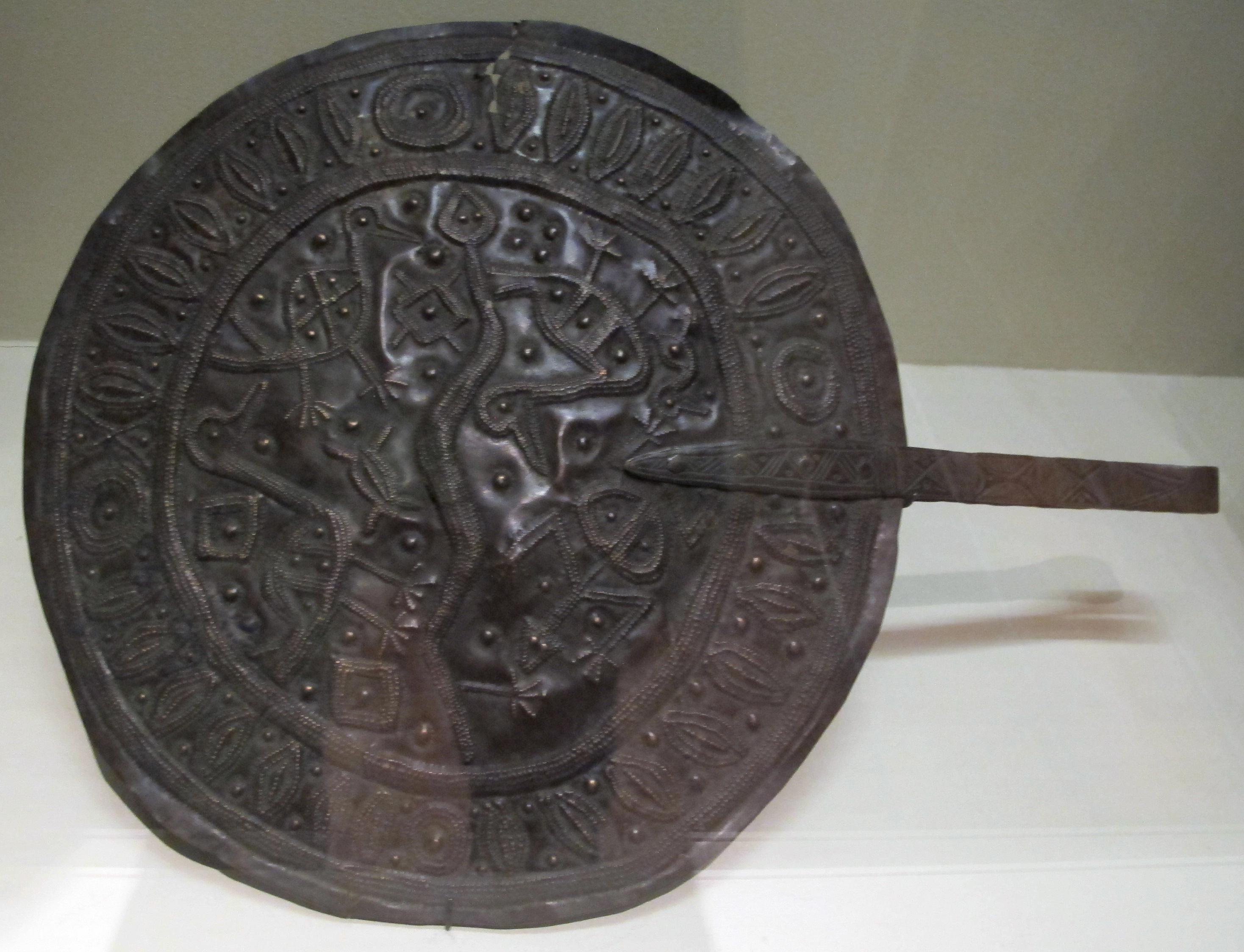
Abanico de latón (Abebe), uno de los objetos rituales asociados con la diosa yoruba, Osun
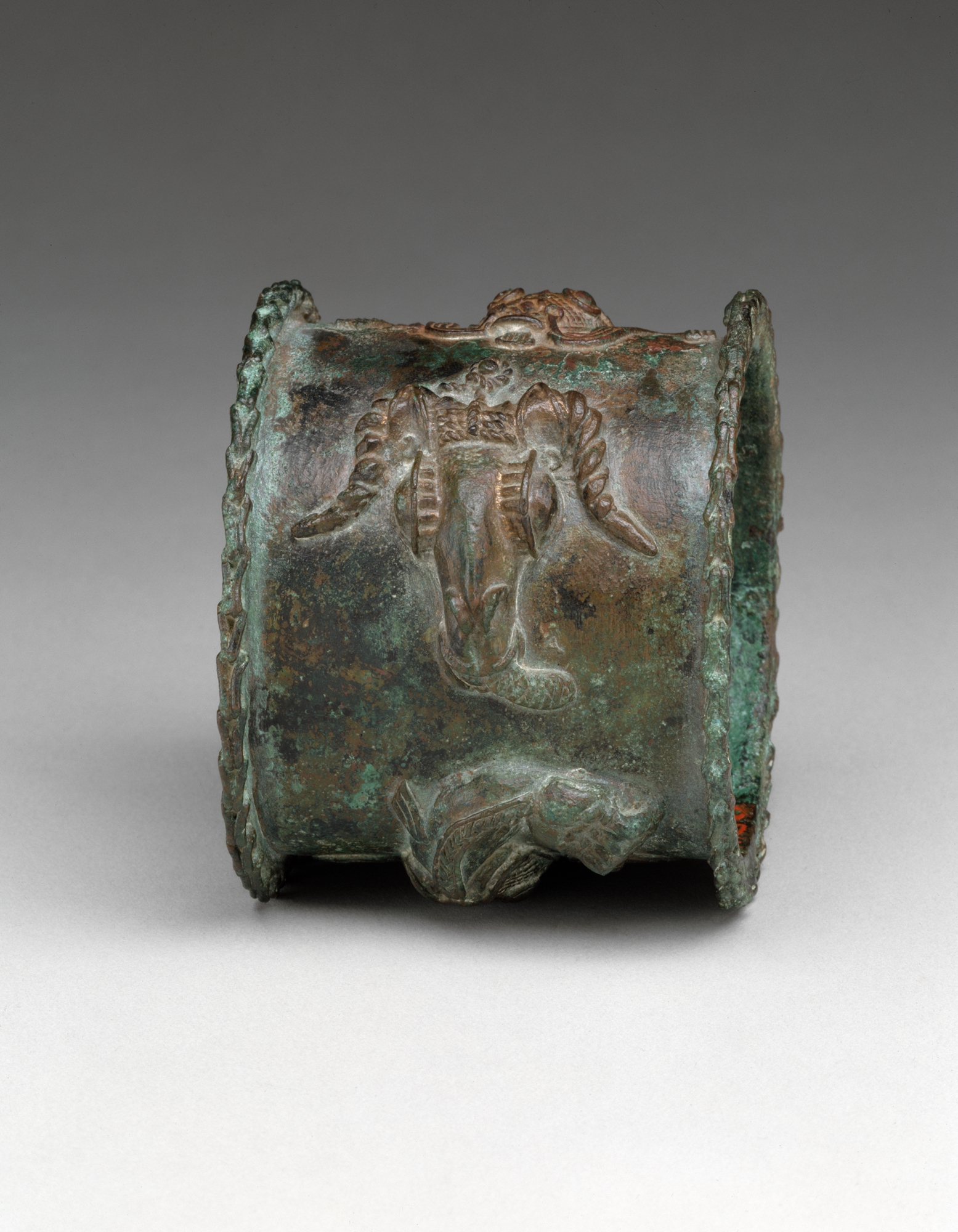
Pulsera de latón Ijebu que representa una cabeza de carnero, siglo XVIII
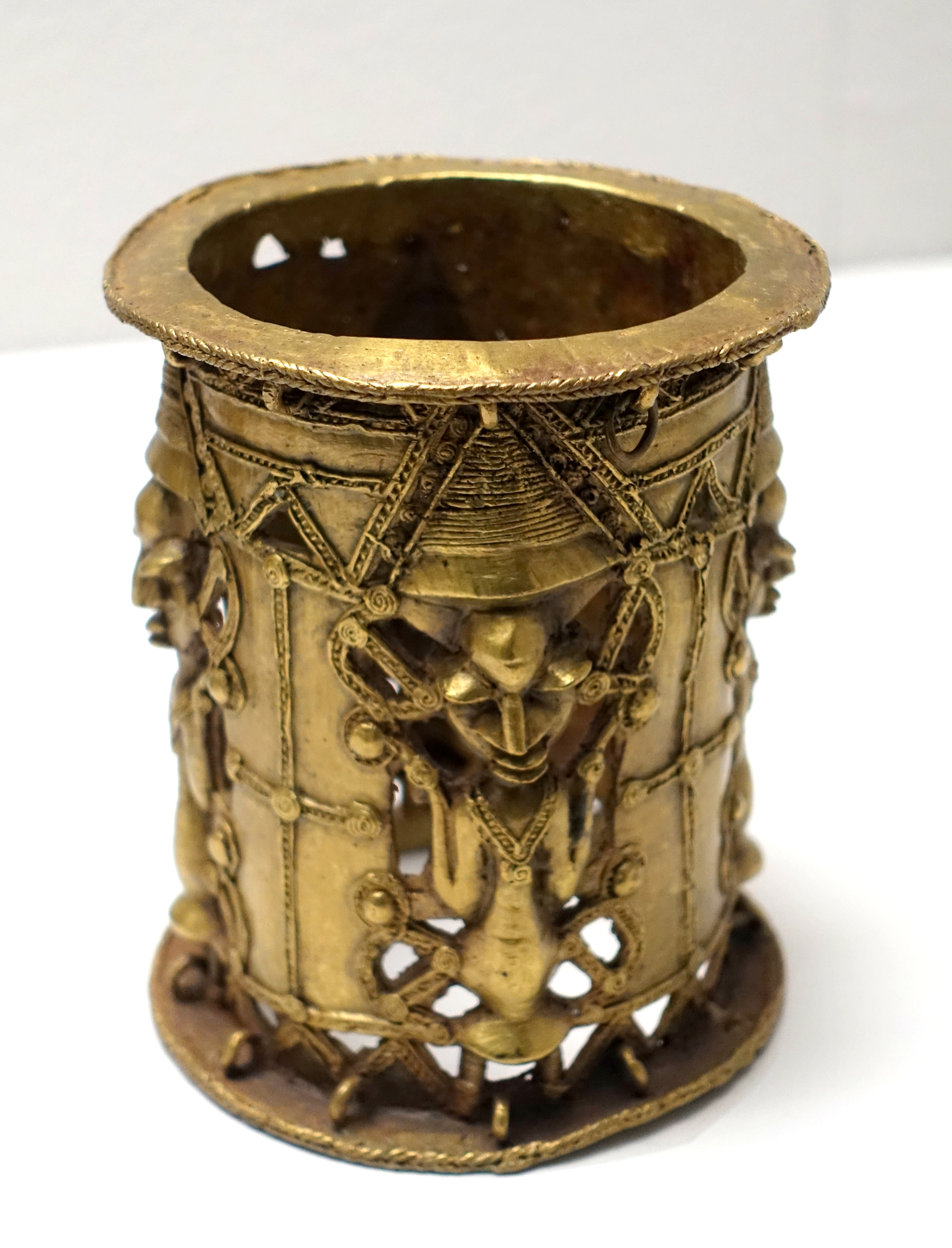
Brazalete o soporte para vasija de latón, Ijebu, Yoruba, siglo XIX
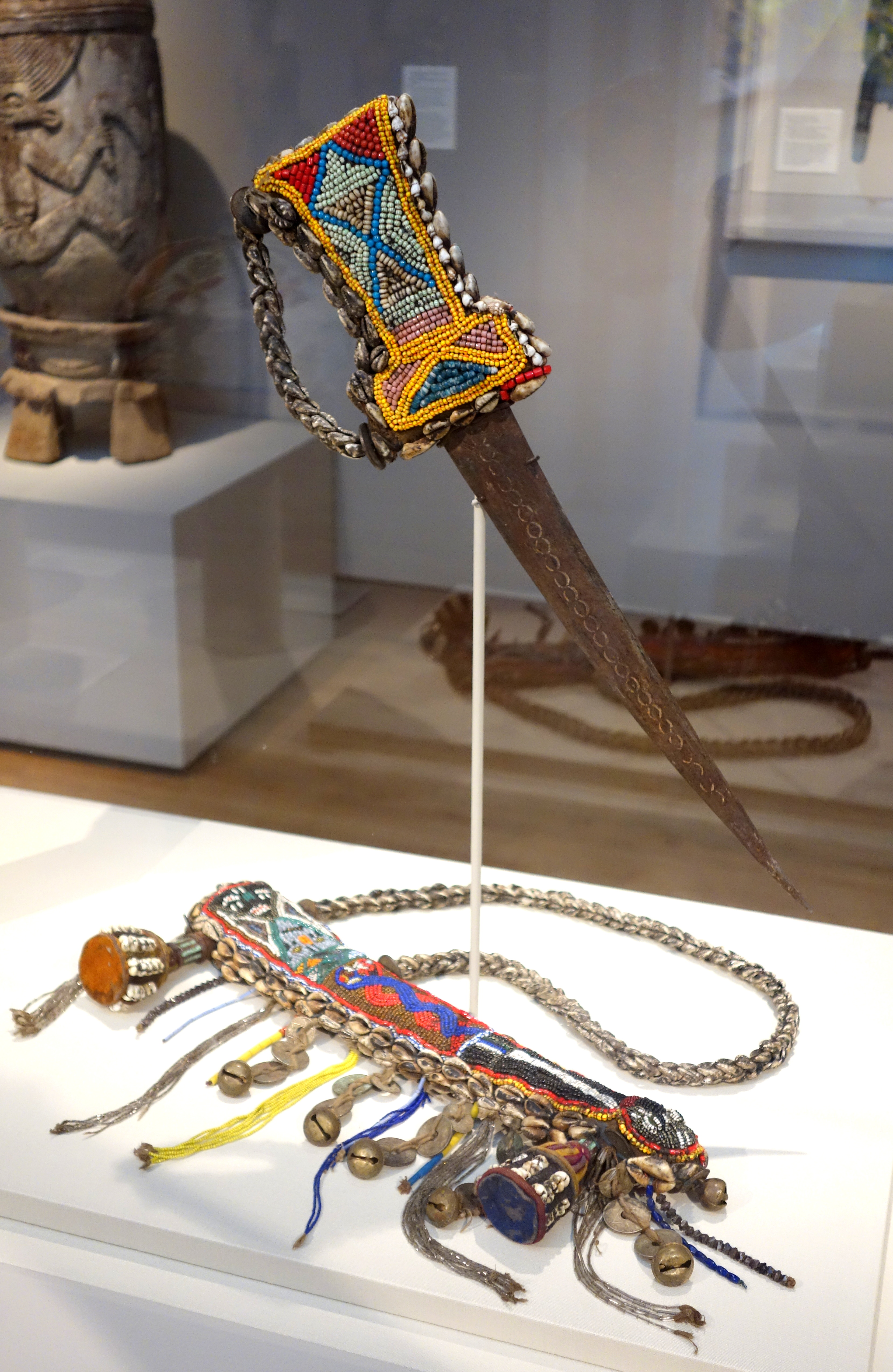
Espada y vaina de cuentas, Nigeria, pueblo yoruba; cuentas, metal, tela, monedas, latón, conchas cauri, cuero. Museo de Arte Chazen.
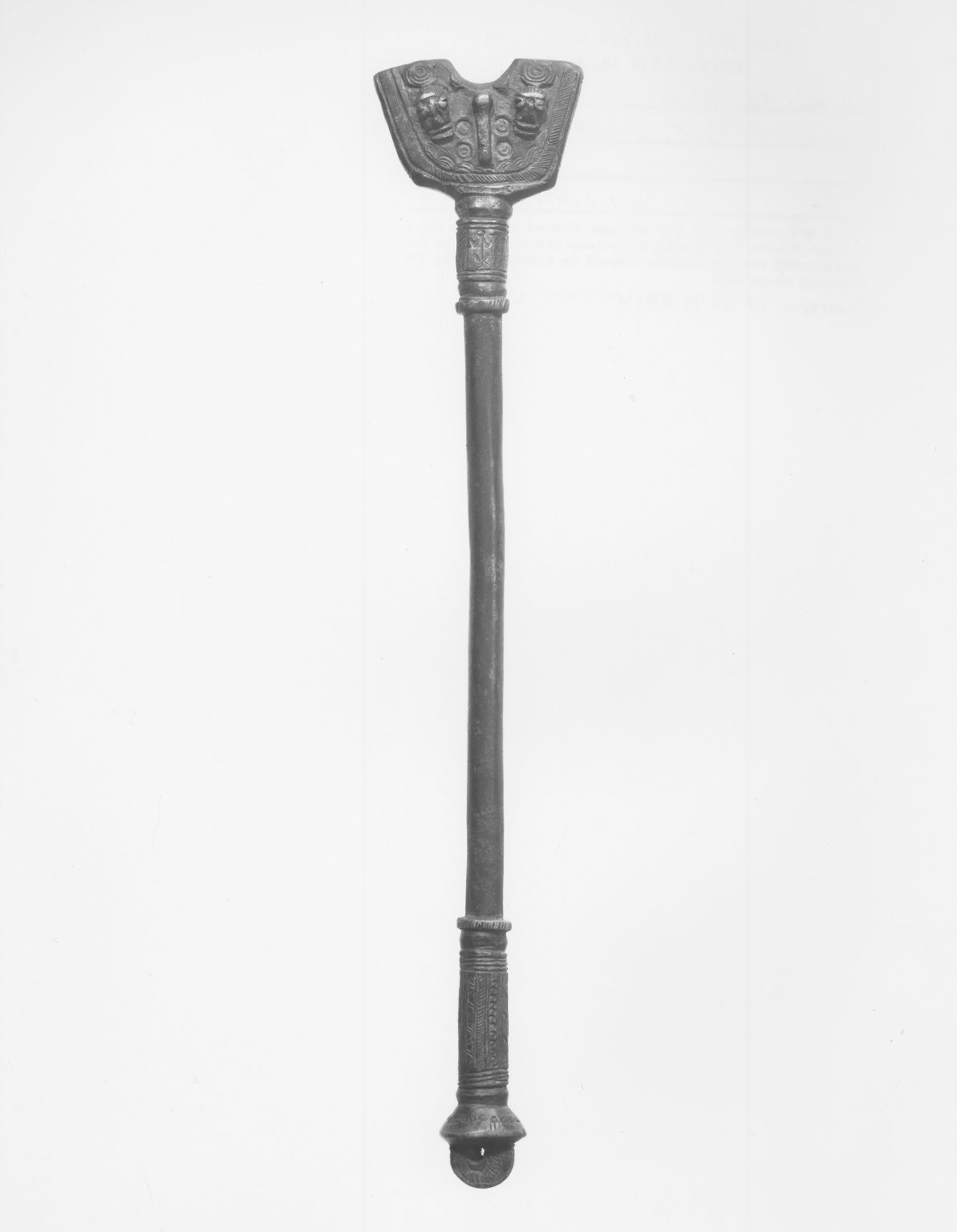
Bastón ceremonial de Shango, siglo XIX. Museo de Brooklyn.

## Marfil y madera

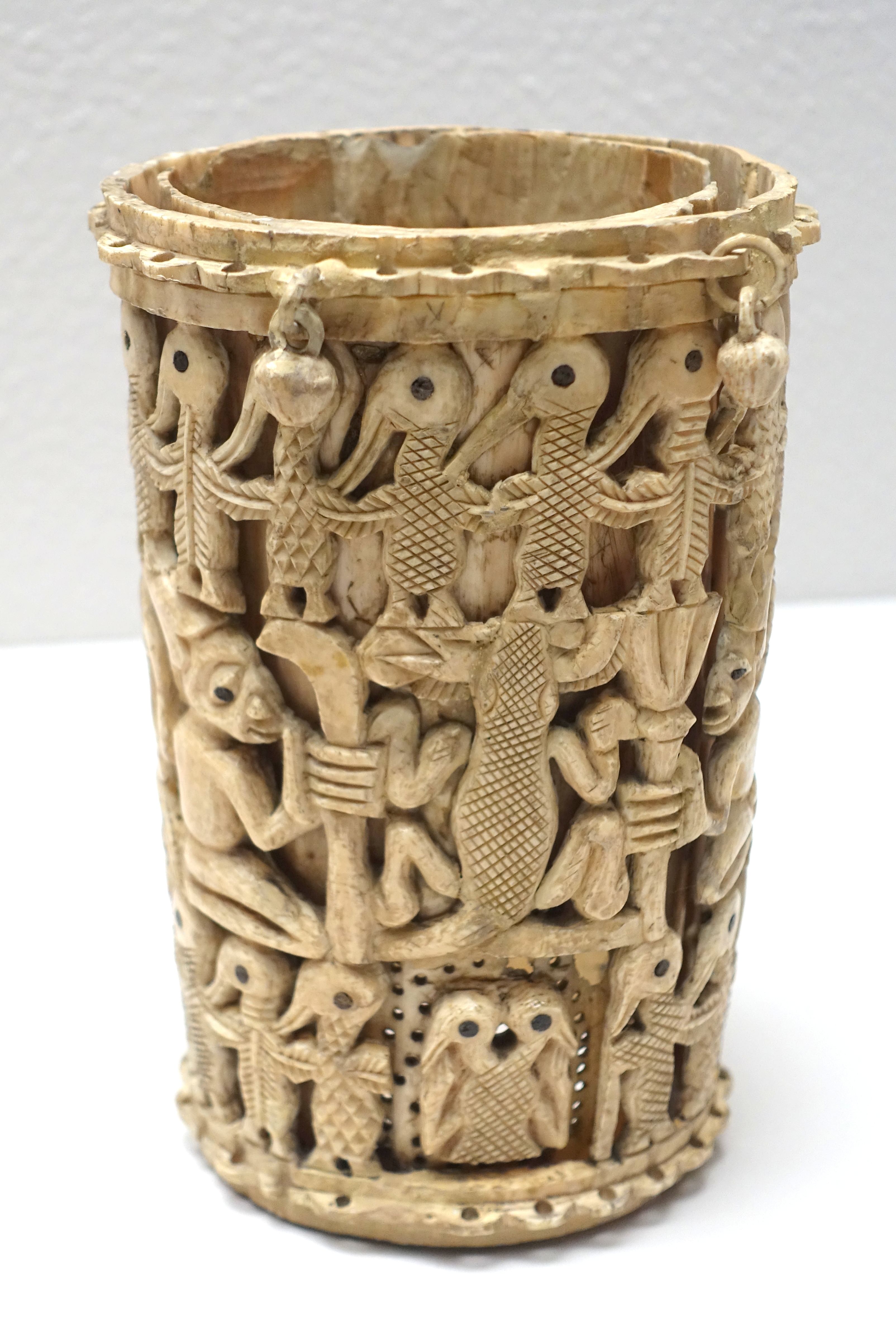
Brazalete Owo, yoruba, siglo XVIII d. C., marfil – Museo Etnológico de Berlín
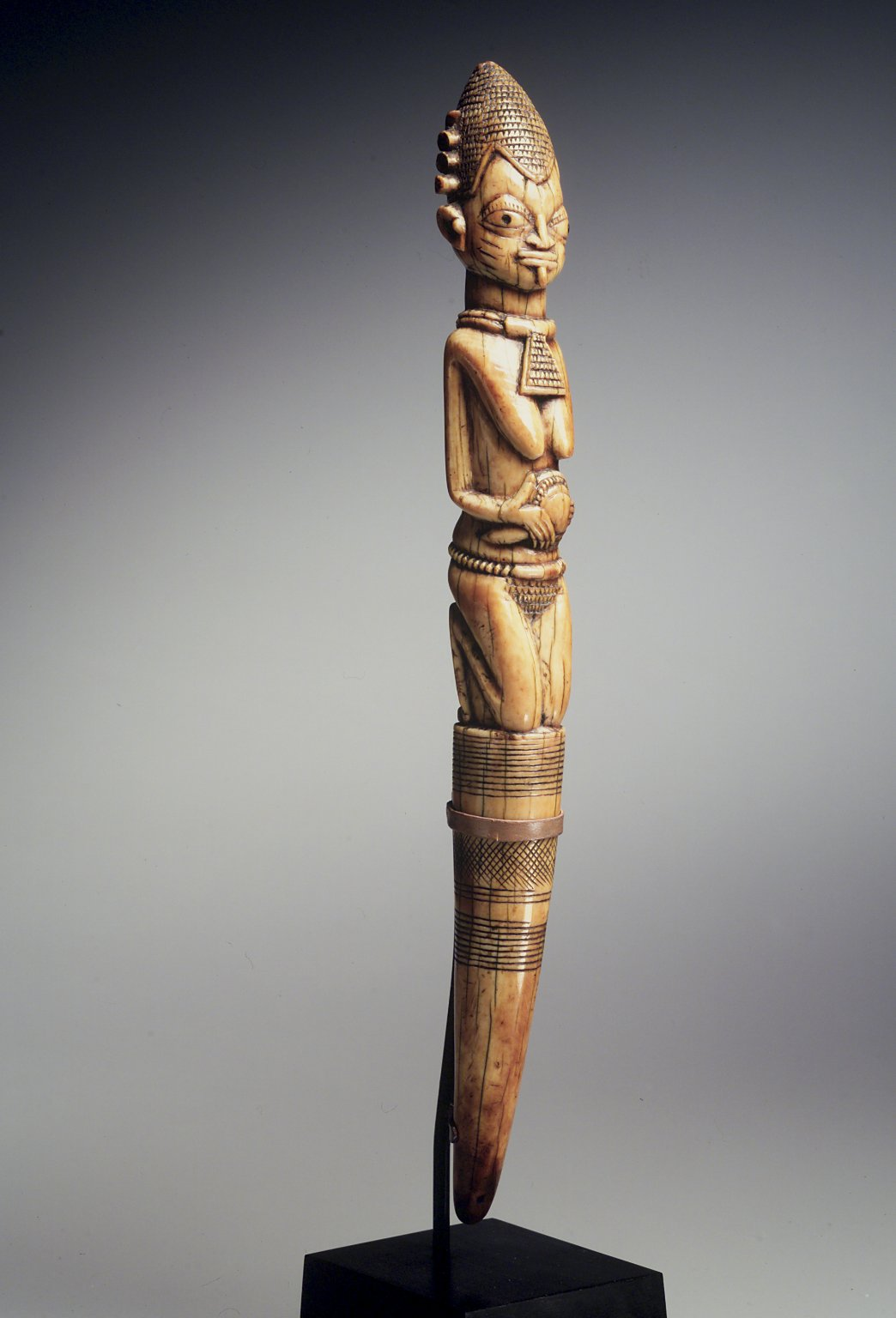
Recolector de marfil para adivinación (iroke ifa) del siglo XVIII, de la región de Owo. Museo de Brooklyn.
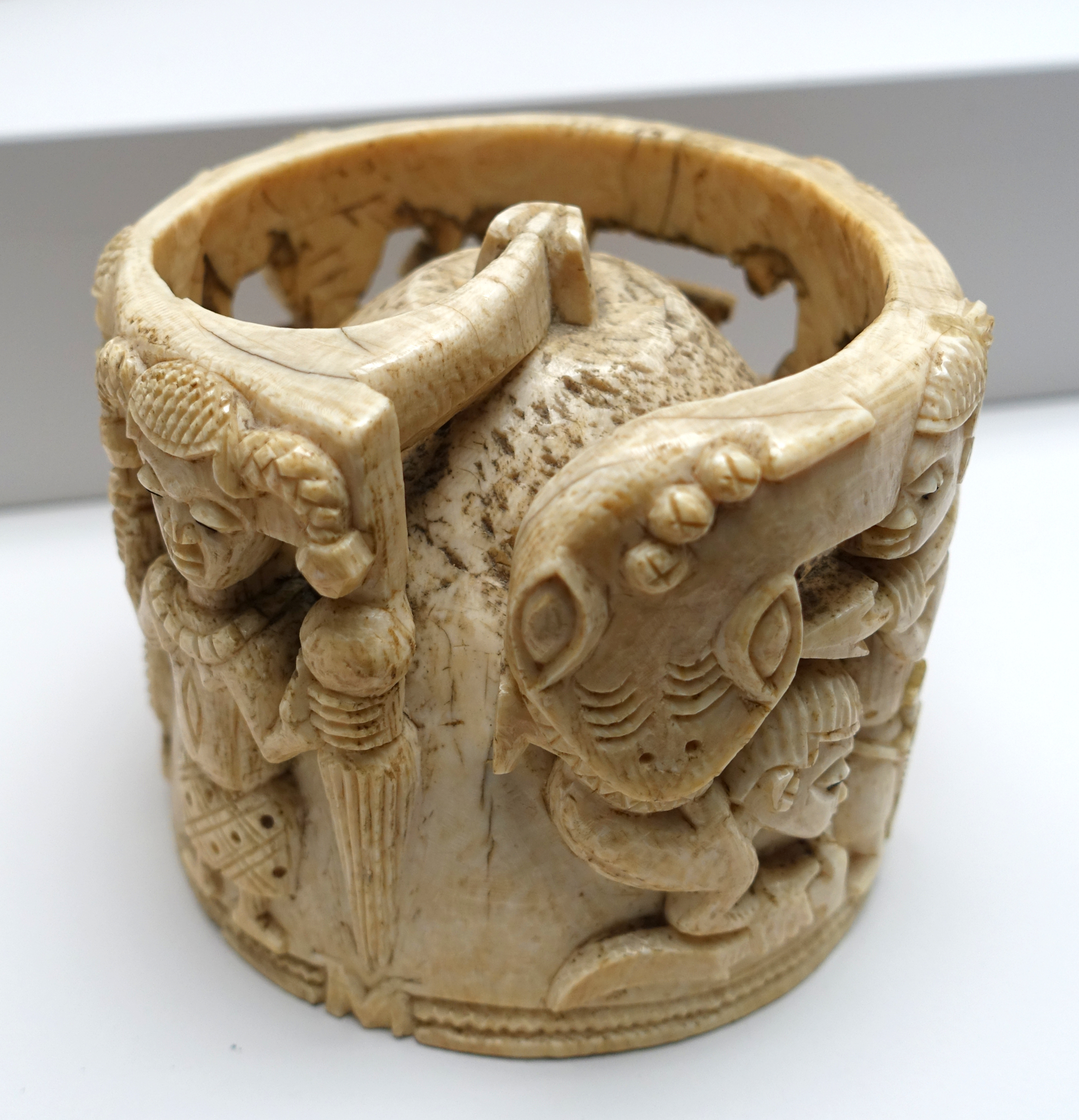
Tapa de vasija de marfil, Owo, Yoruba, (década de 1700) siglo XVIII
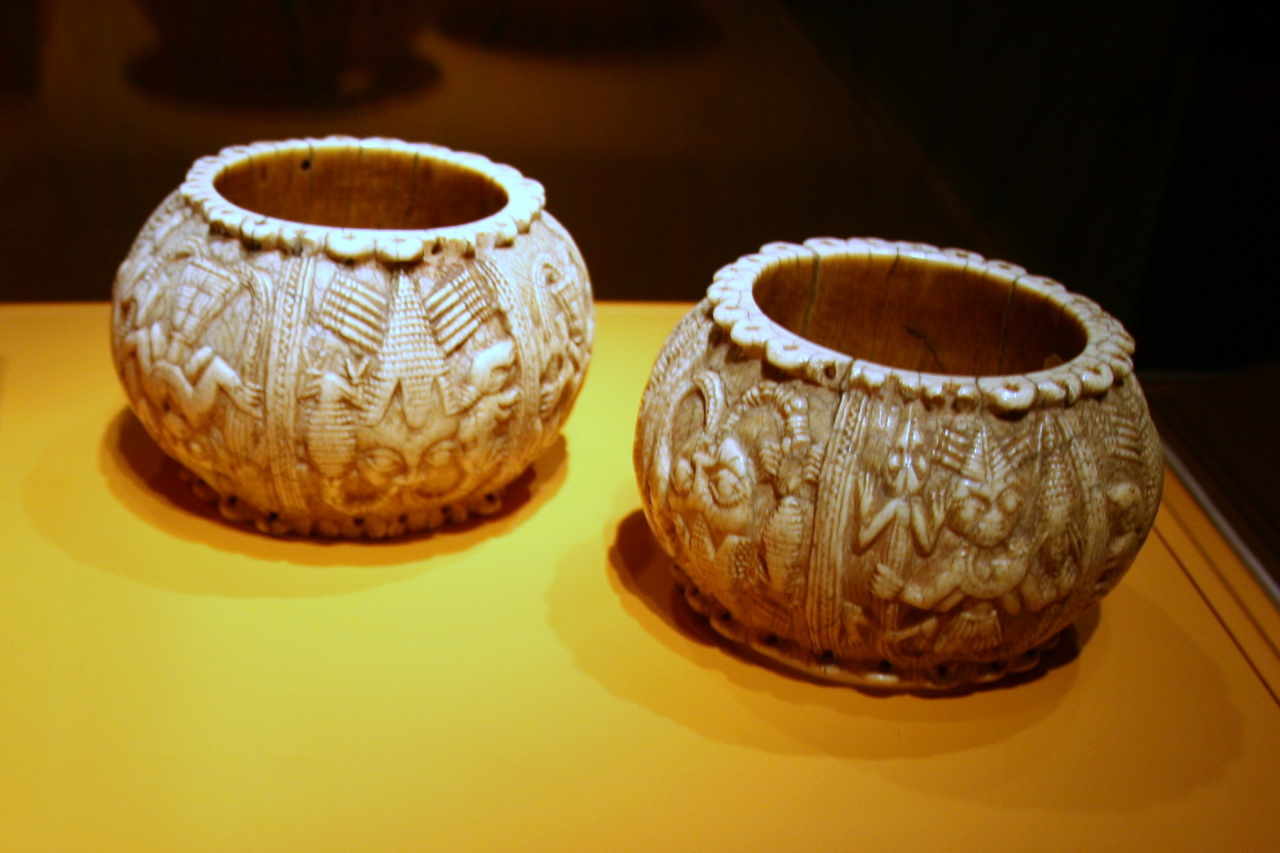
Brazaletes de marfil, pueblos yoruba, región Owo de Yorubalandia, siglo XVI. Este par en particular puede haber sido parte del atuendo ceremonial de Olowo.
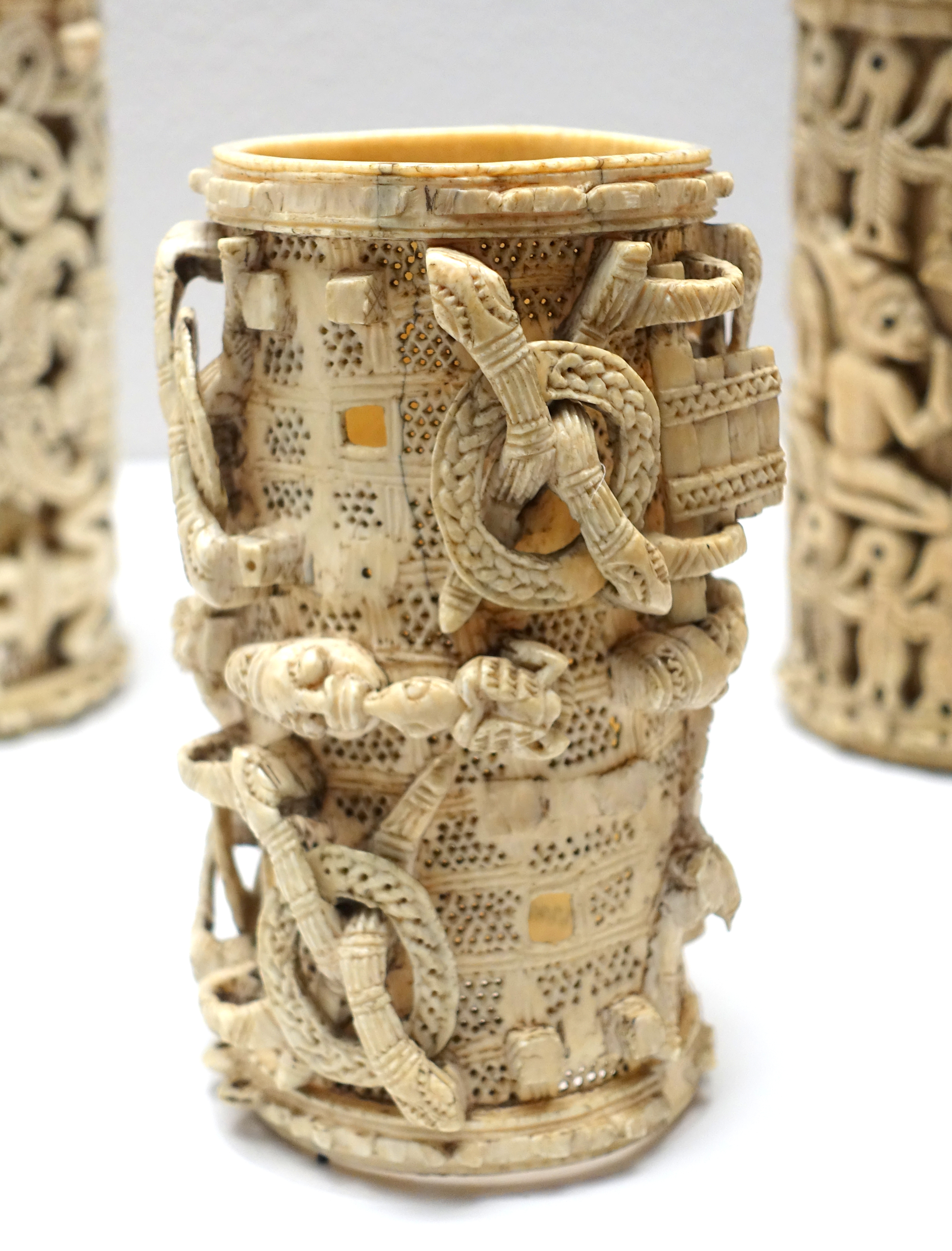
Brazalete ceremonial de Owo, siglo XVIII d. C., marfil – Museo Etnológico de Berlín
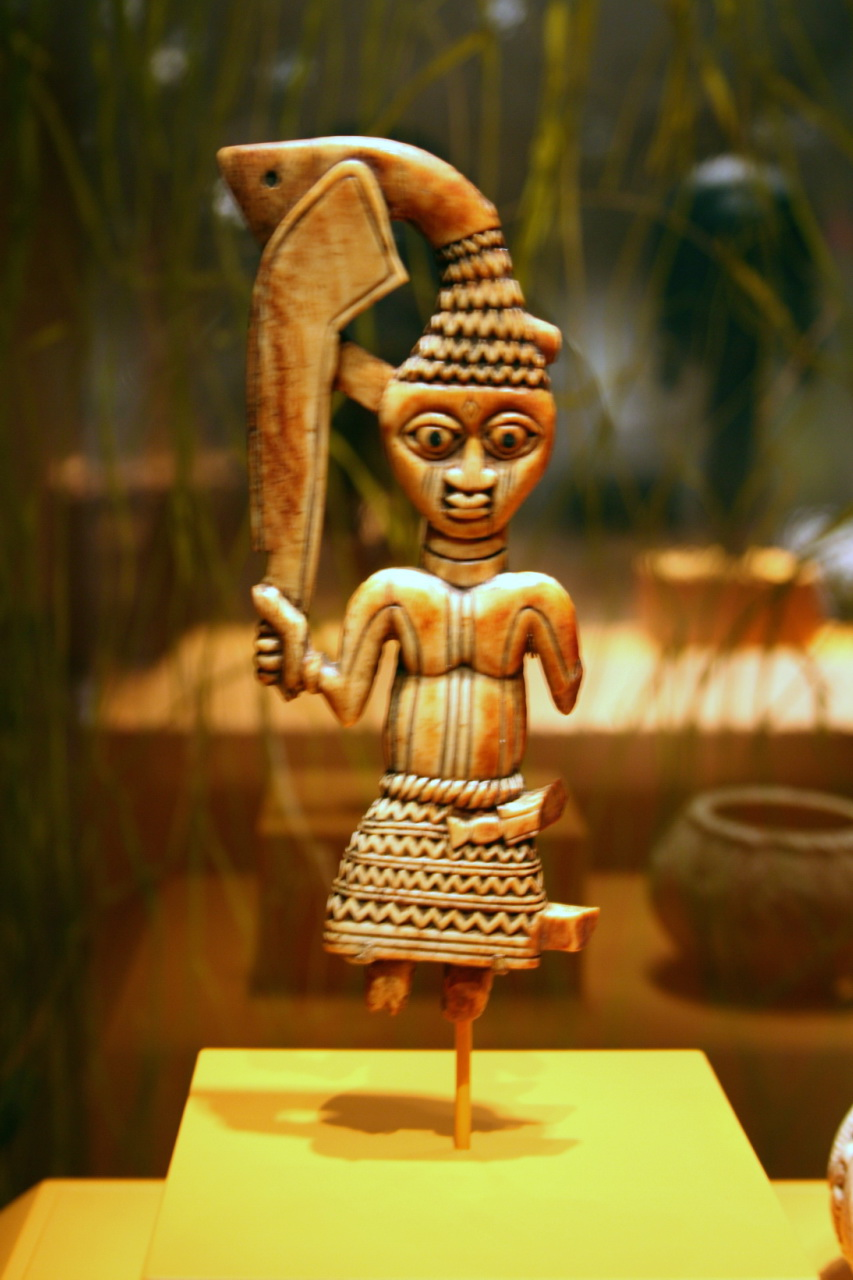
Fragmento de espada ceremonial de marfil, Udamaloore, Owo, siglo XIX

## Terracota

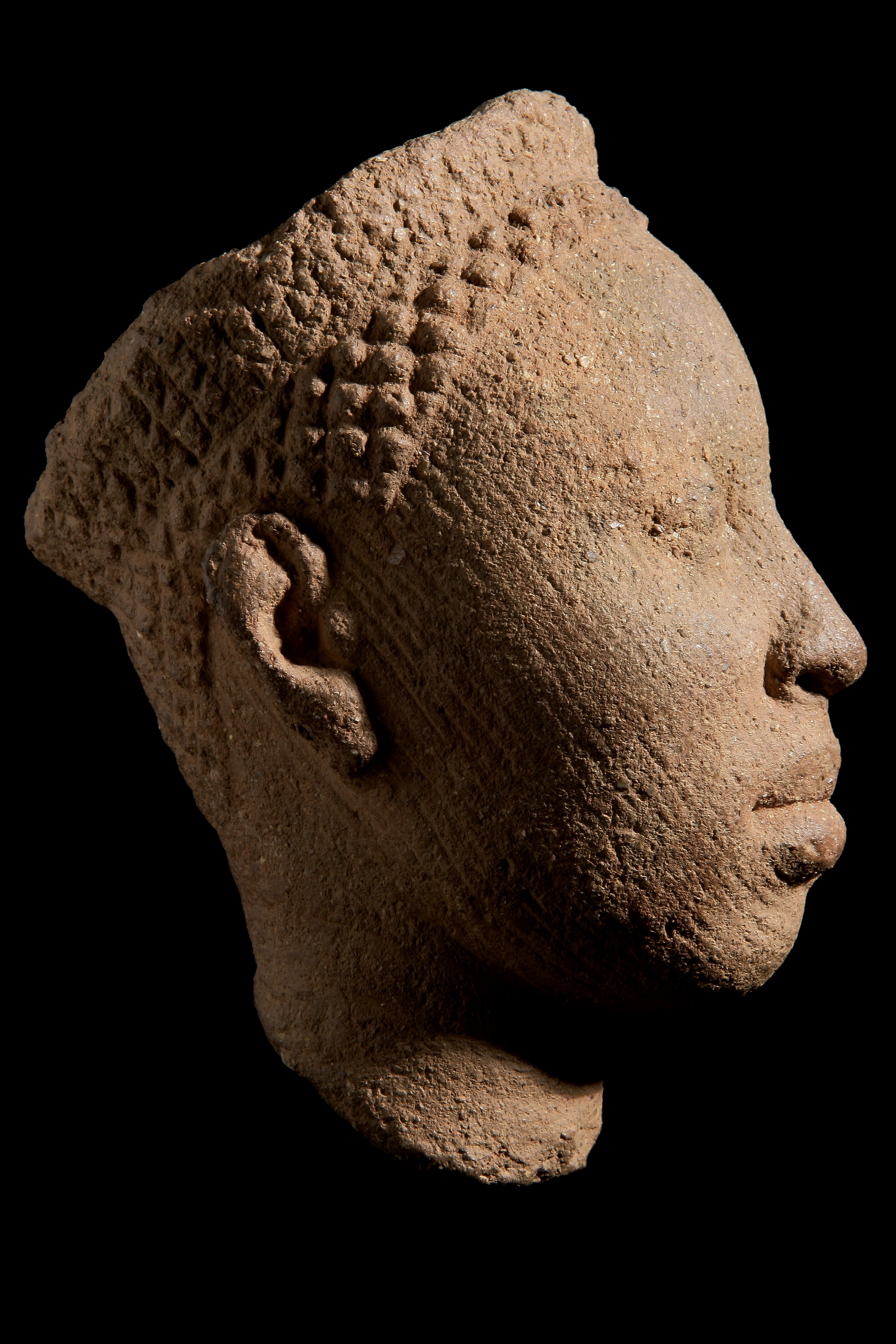
Cabeza de terracota de Ife que data del siglo XIV. Las cabezas (Orí) son un aspecto muy destacado de las primeras formas artísticas de Ife.
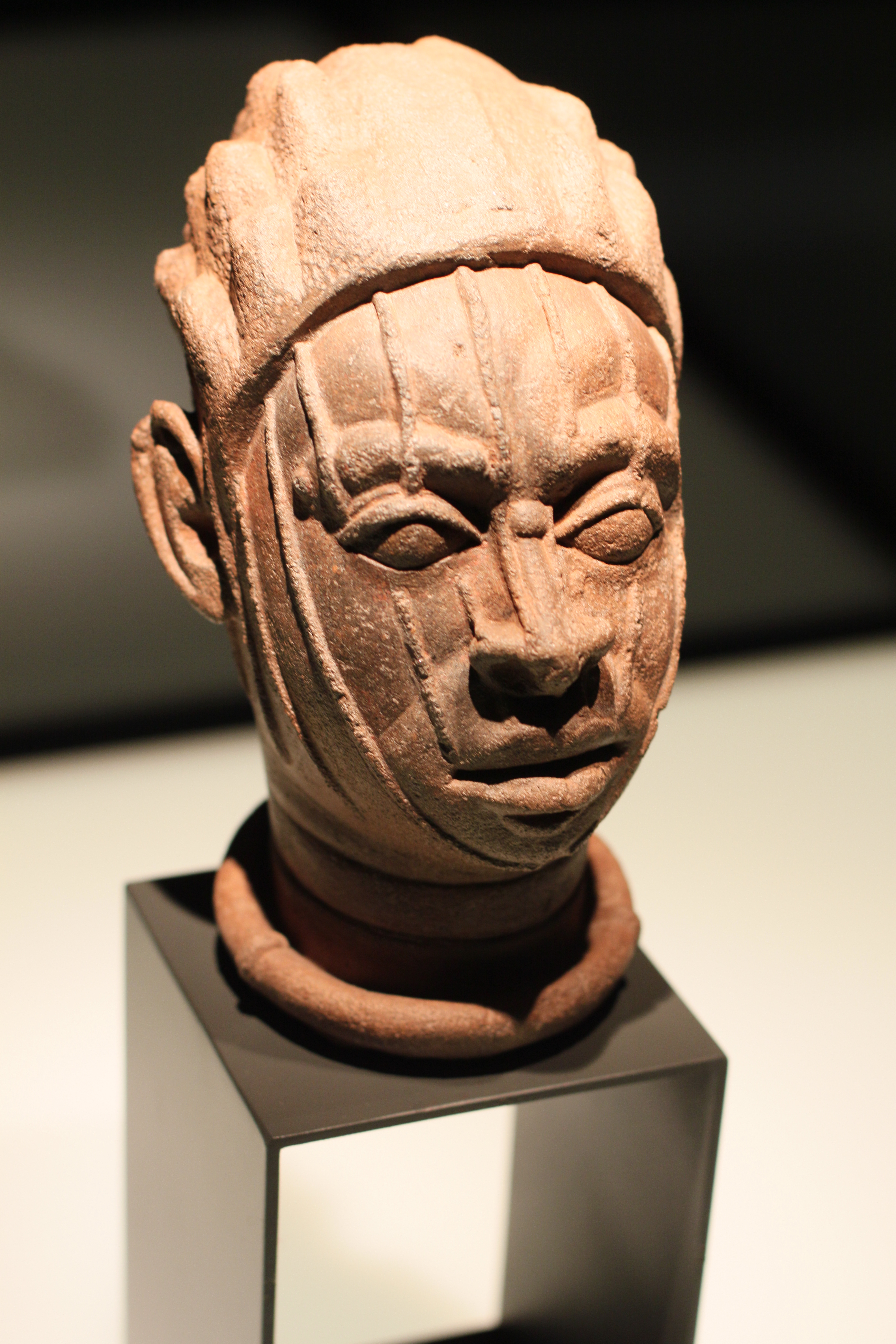
Cabeza conmemorativa con estrías faciales verticales típicas de las cabezas ife, Nigeria, siglo XII d. C., terracota. Museo Etnológico de Berlín.
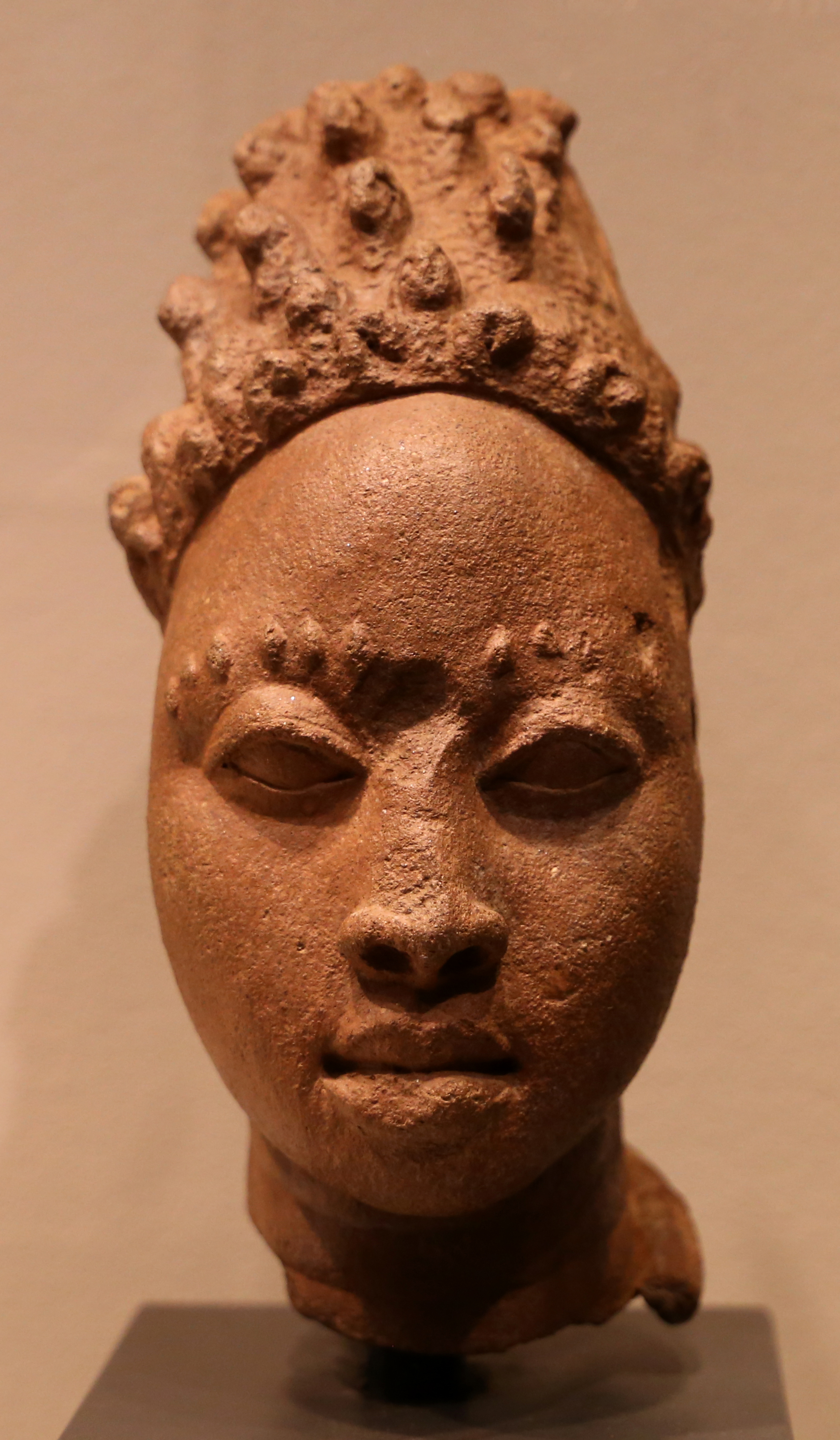
Ife, cabeza conmemorativa de un rey o notable con marcas tribales/escarificaciones sobre los ojos, terracota, siglos XII-XV.

## Máscaras
La tendencia en muchas cosmologías africanas a identificar el cuerpo como un vehículo que encarna el alma en la tierra ha fomentado el uso metafórico de la mascarada con un propósito similar. Egúngún, Gelede y Epa se encuentran entre los muchos tipos de ceremonias con máscaras practicadas por los yoruba. 

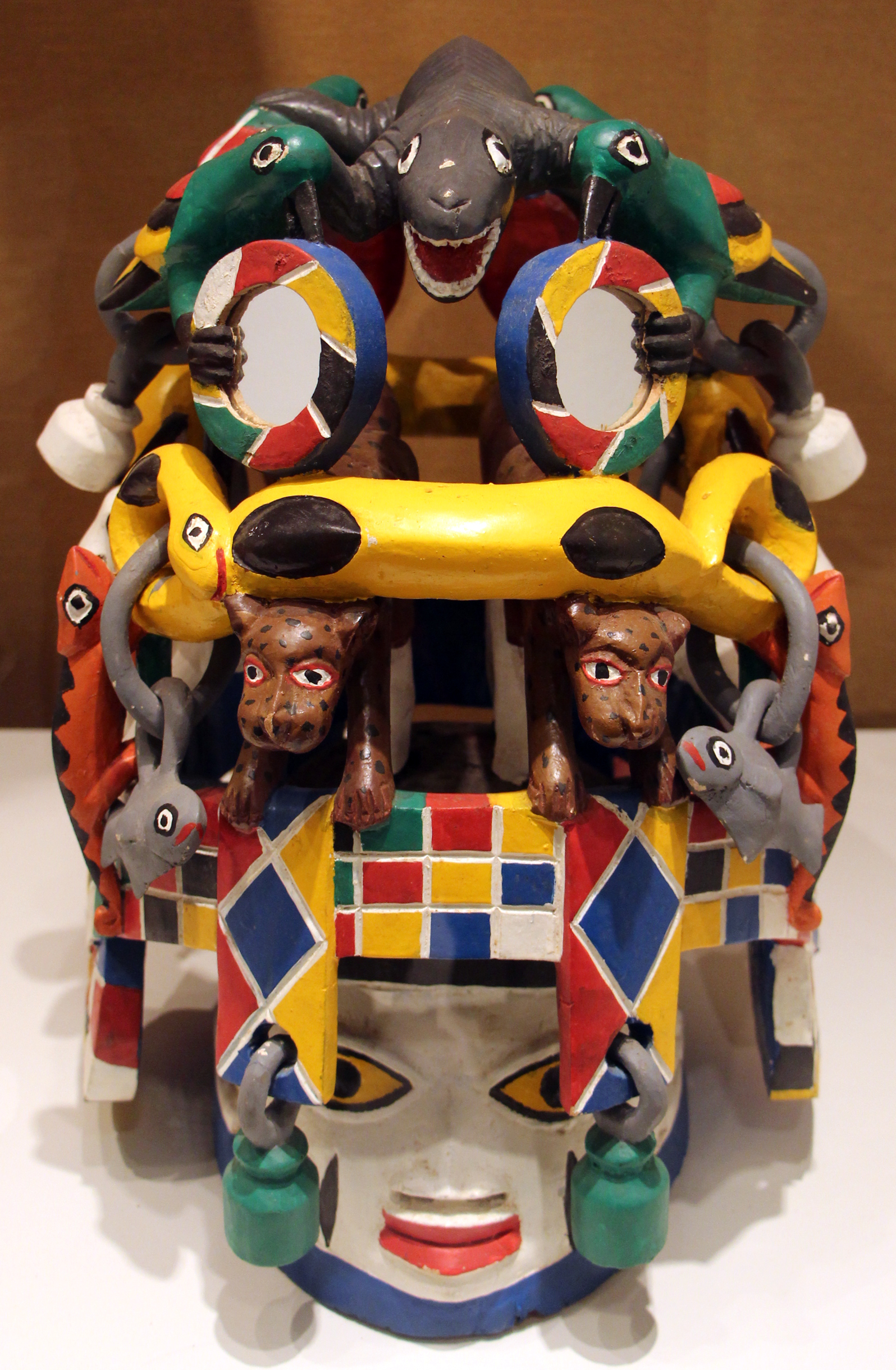
Máscara gelede. Museu Afro Brasil (São Paulo, Brasil).
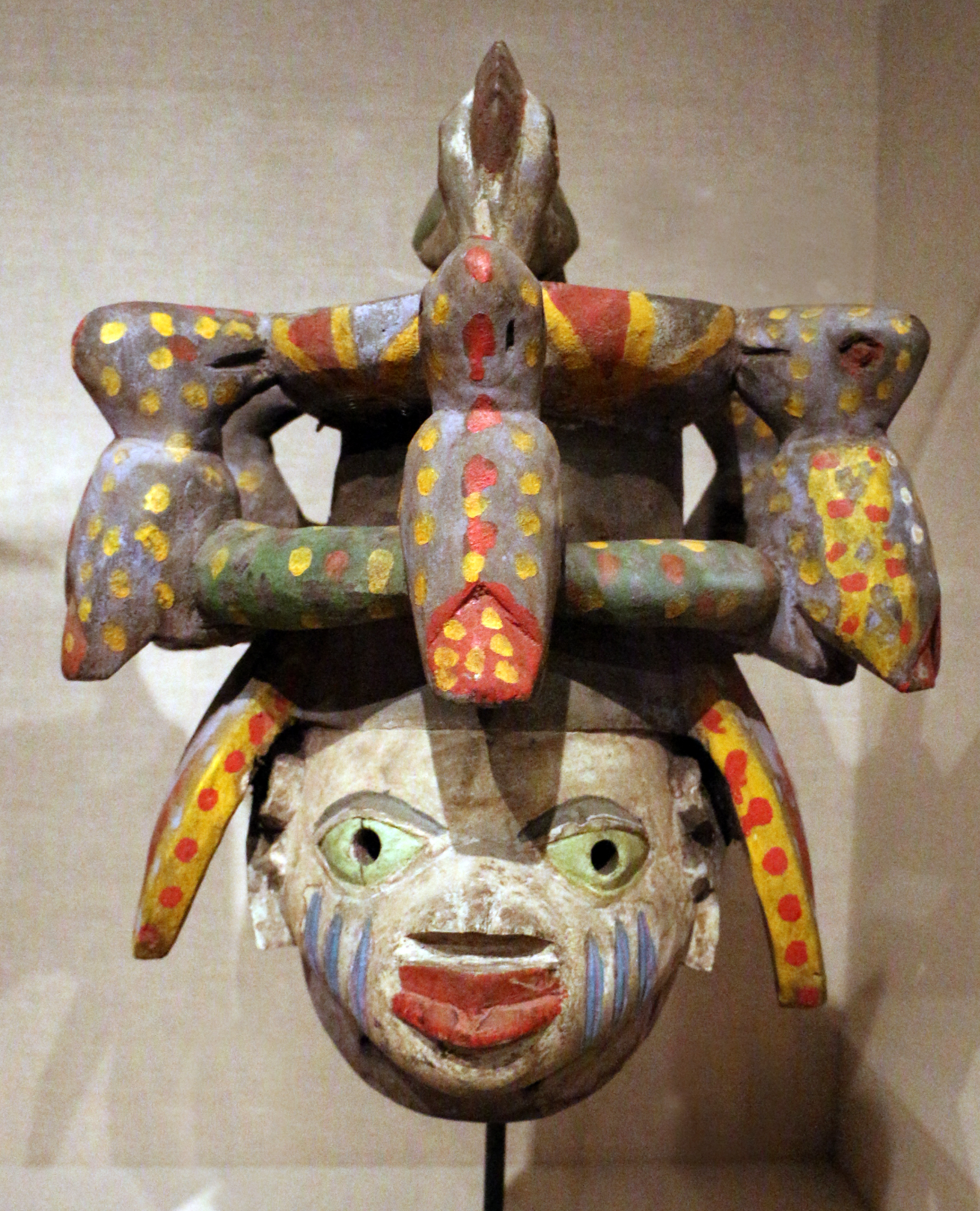
Máscara con siete pájaros; siglos XIX-XX. Instituto de Artes de Detroit (Estados Unidos).
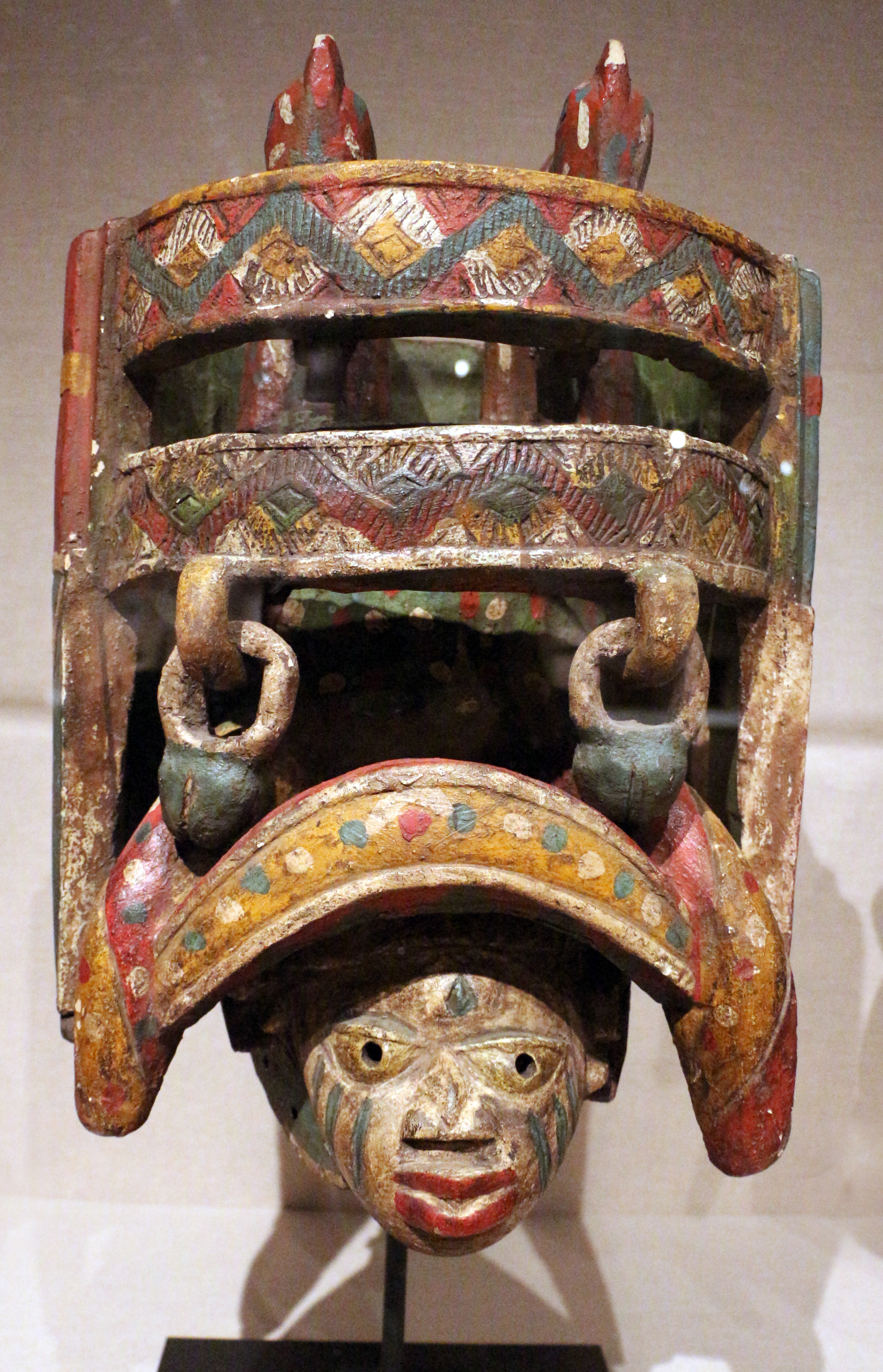
Máscara con superestructura y dos pájaros; siglos XIX-XX. Instituto de Artes de Detroit.
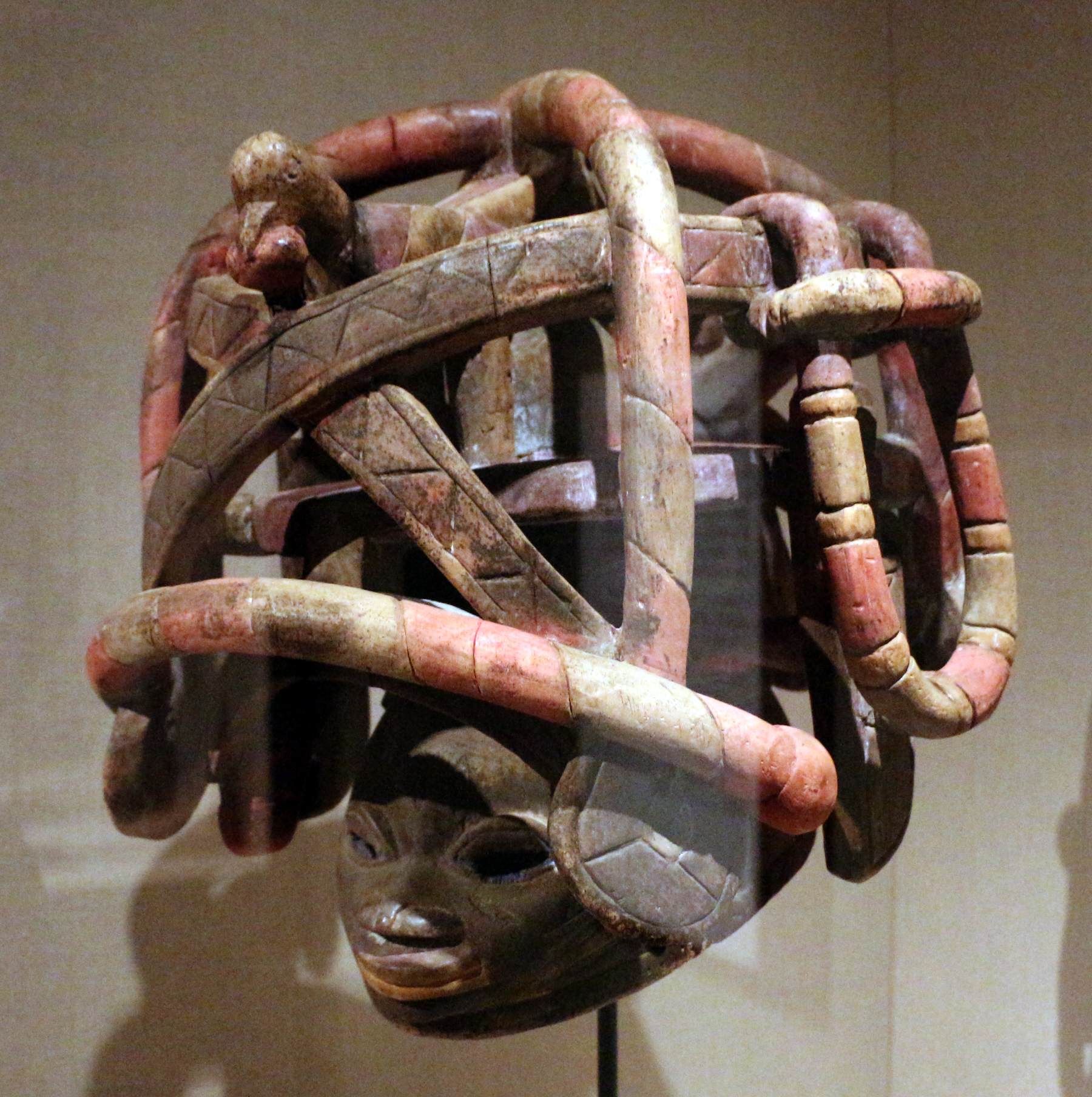
Sombreros; circa 1900-1915. Instituto de Artes de Detroit.
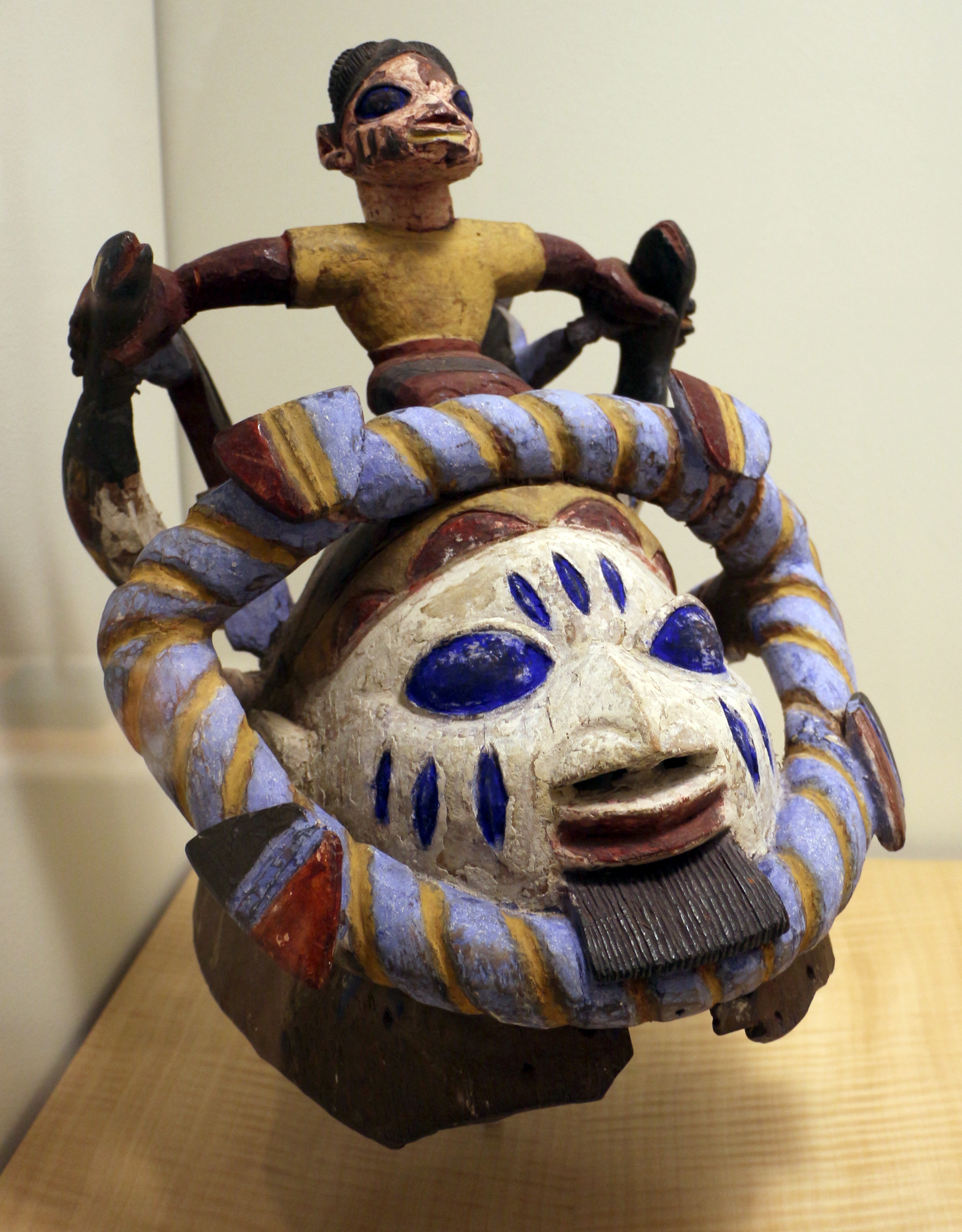
Máscara de carnaval, circa 1950. Museo de Arte de Indianápolis (Estados Unidos).
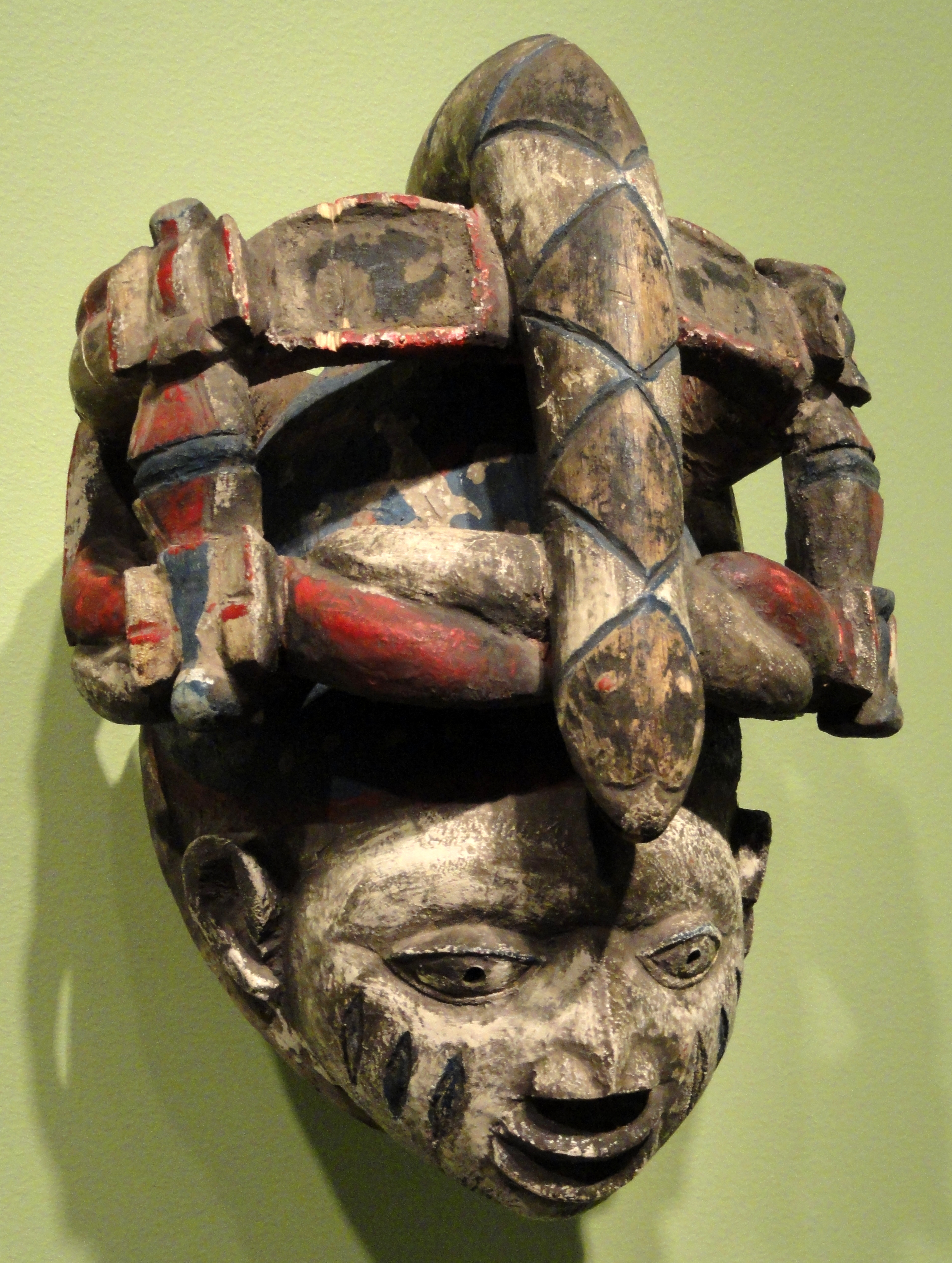
Máscara; madera. Museo de arte Hood (Estados Unidos).
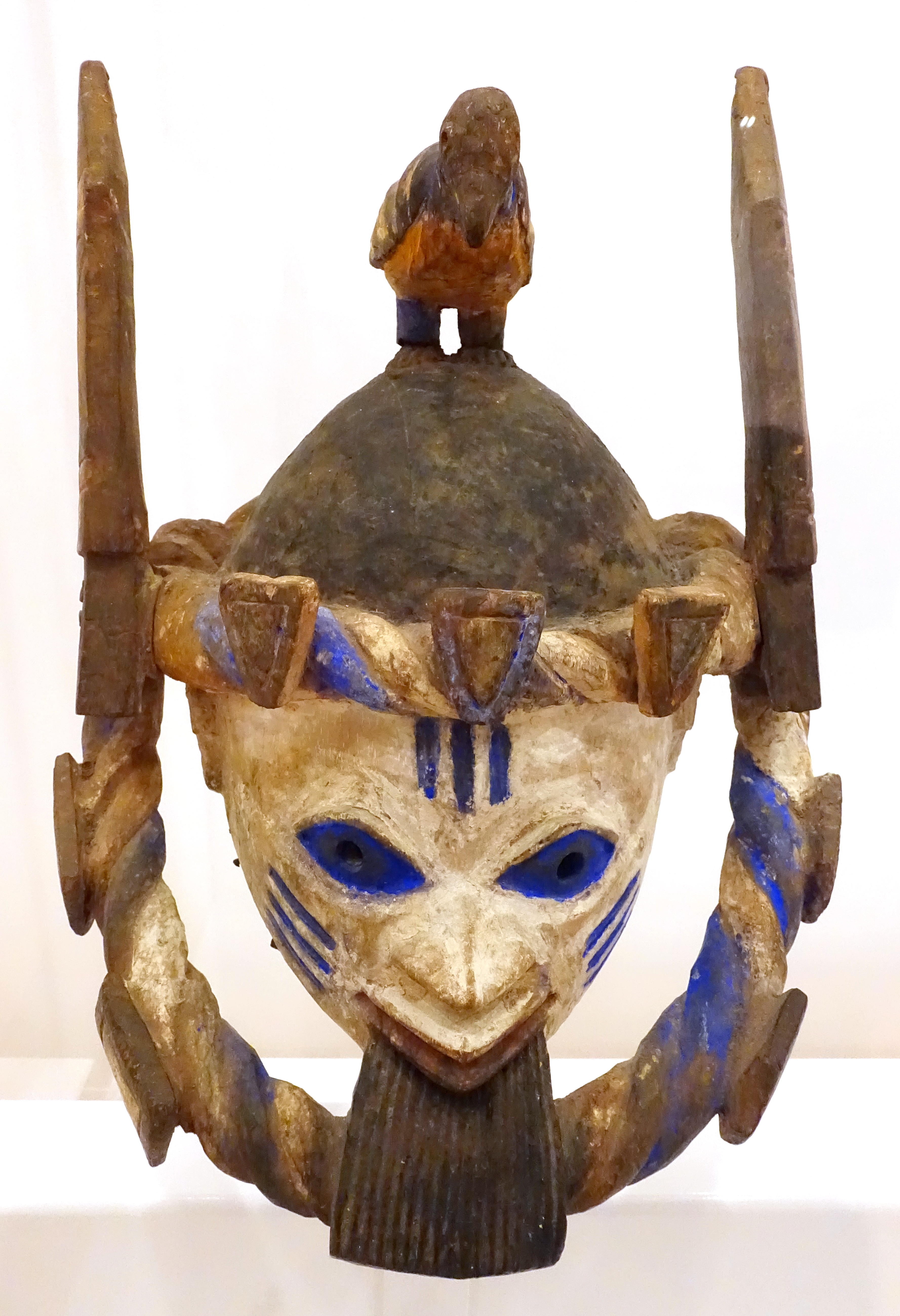
Máscara Efe-gelede, principios del siglo XX d. C.; madera, pigmentos índigo y blancos. Museo de Arte Krannert (Illinois, Estados Unidos).
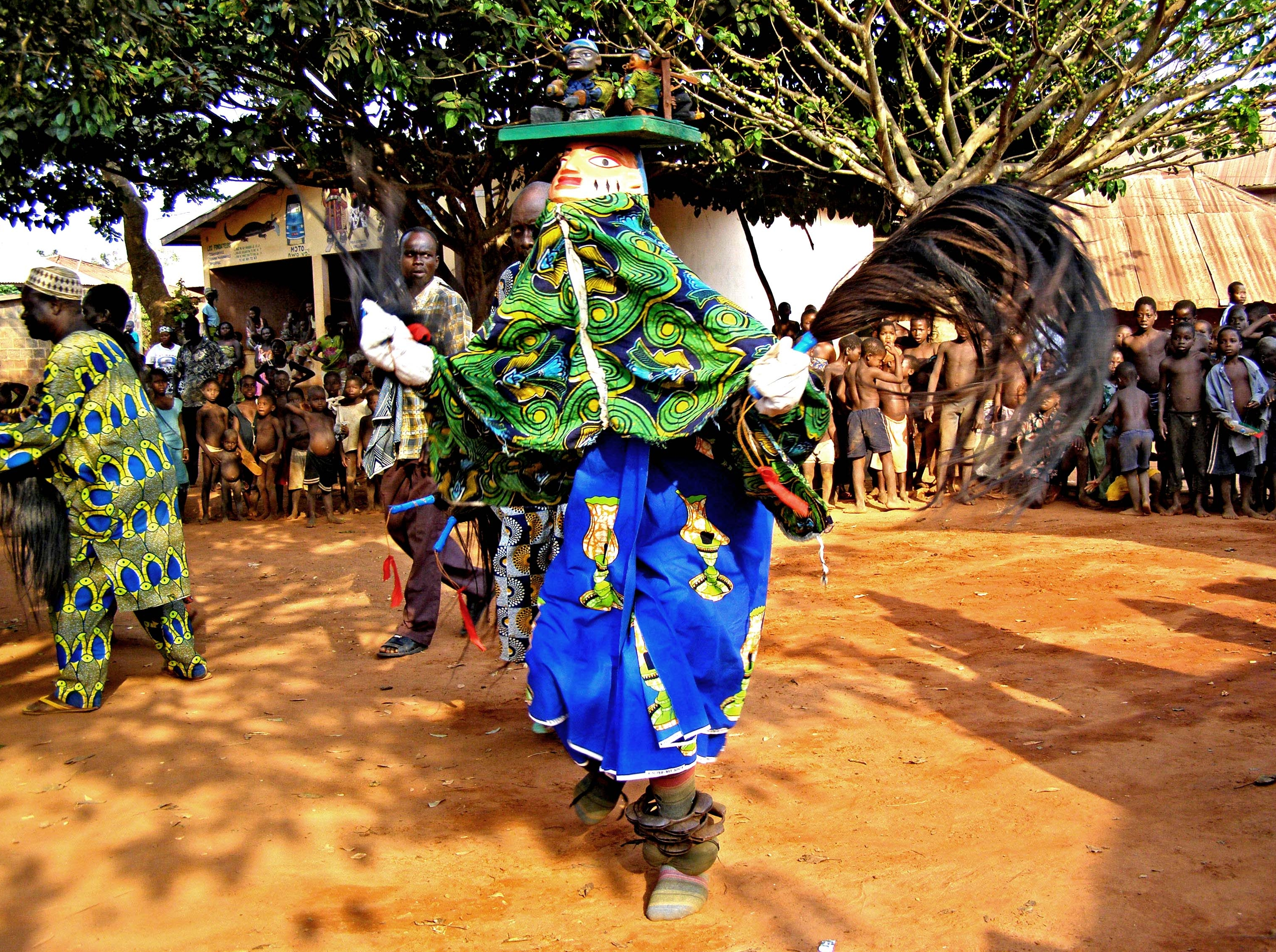
El festival de máscaras de Gelede en Cové, Benin

## Coronas
La corona bordada con cuentas (ade) con velo de cuentas, atributo principal del Oba, simboliza las aspiraciones de una civilización al más alto nivel de autoridad. En su artículo fundamental sobre el tema, Robert F. Thompson escribe: «La corona encarna la intuición de la fuerza ancestral real, la revelación de una gran perspicacia moral en la persona del rey y el brillo de la experiencia estética». 

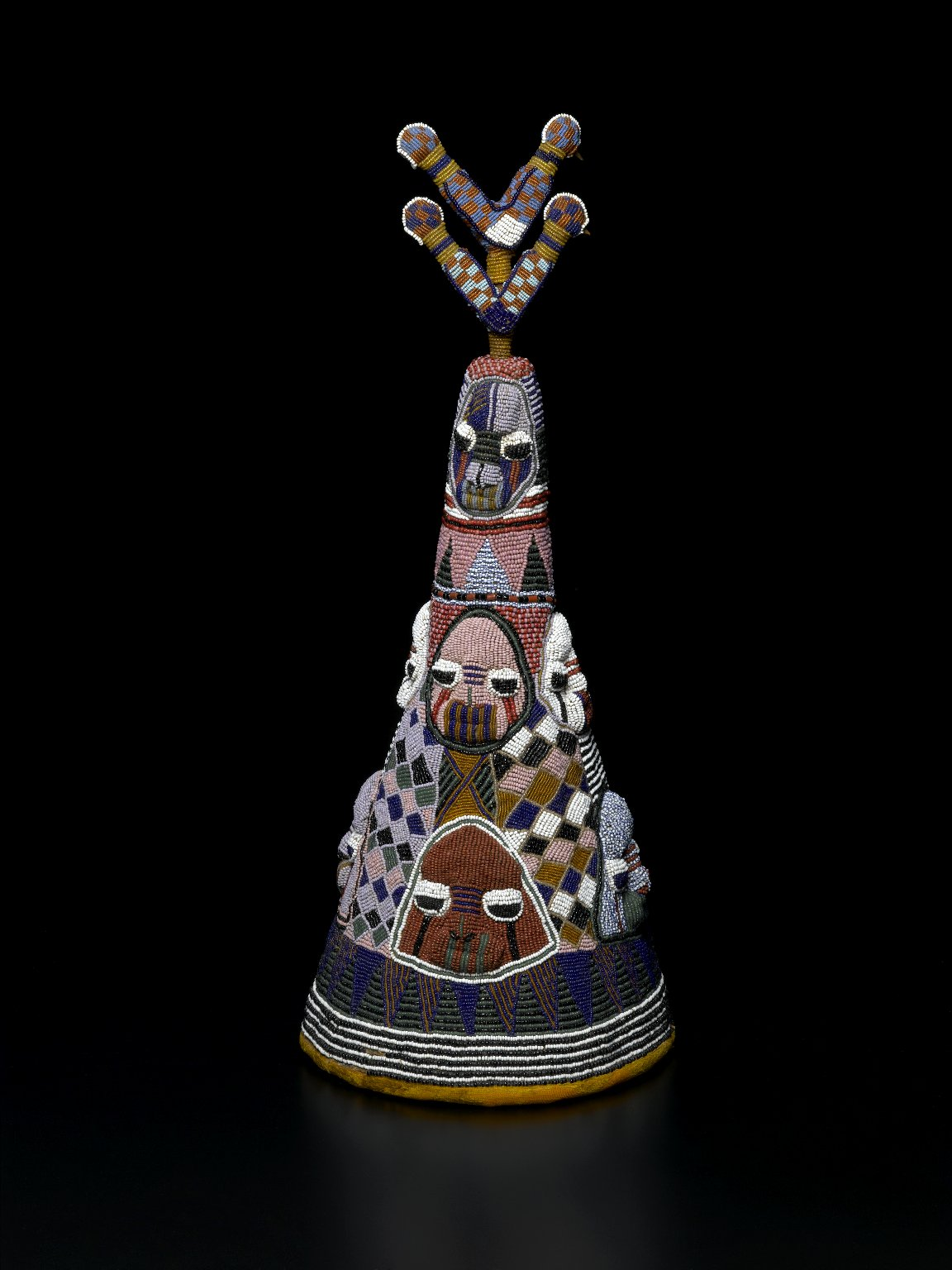
Corona de cuentas (Ade) de Onijagbo Obasoro Alowolodu, finales del siglo XIX o principios del XX; marco de cestería cubierto por una base de tela rígida bordada con cuentas de vidrio: blanco, azul, verde, rosa, rojo anaranjado, ocre y violeta; 57,8 x 21,6 cm (diámetro) (22  x 8  pulgada). Museo de Brooklyn (Nueva York).
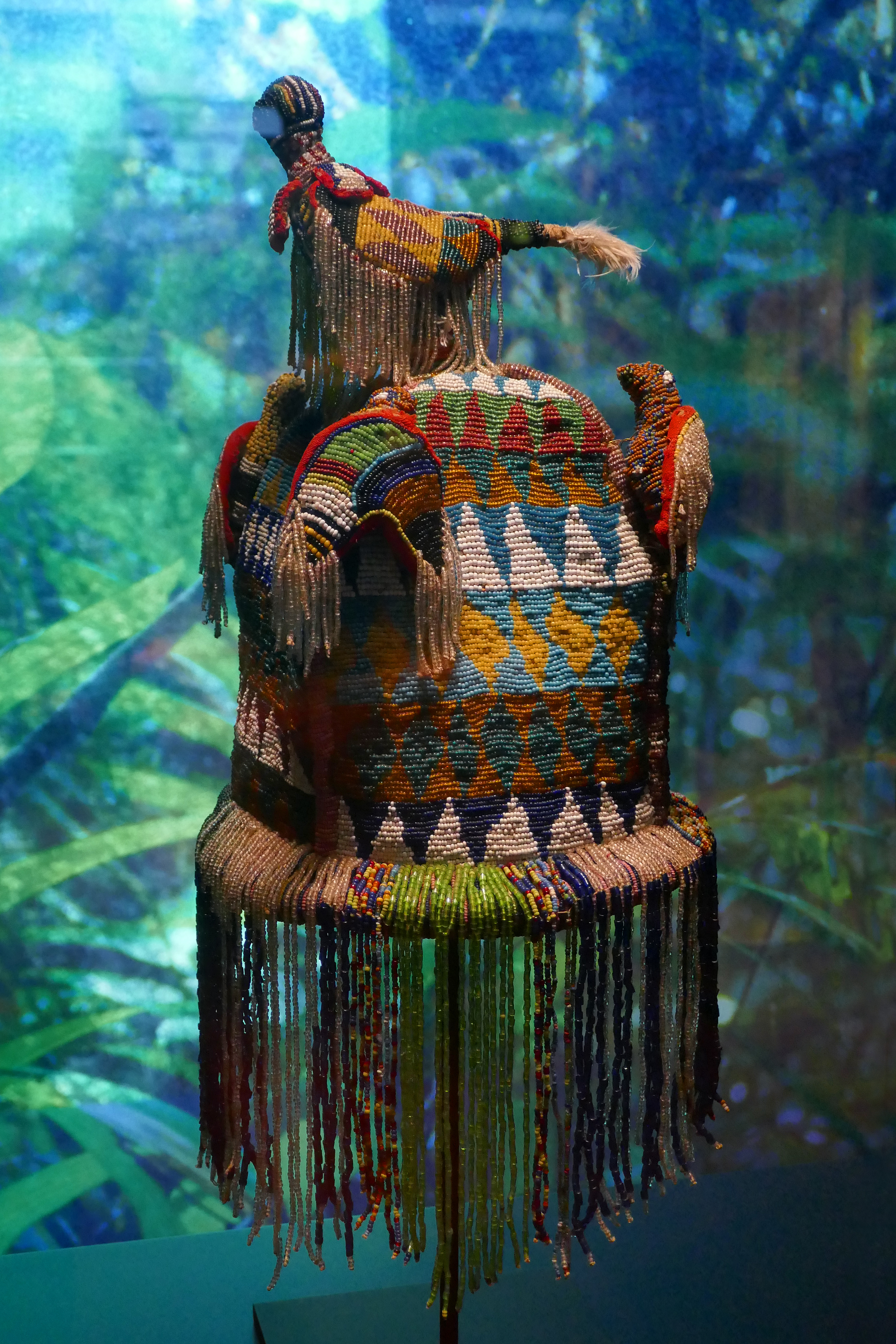
Corona ceremonial real yoruba. Ade Nla o Ade Isenbaye. El velo de cuentas protege el rostro del Oba y lo transforma en una encarnación viviente de Oduduwa y la fuerza de los ancestros colectivos. Las aves simbolizan que el Oba es un gobernante divino, a medias en el plano físico y en el espiritual, así como las aves pueden recorrer tanto lo terrenal como lo celestial. Museo del muelle Branly.
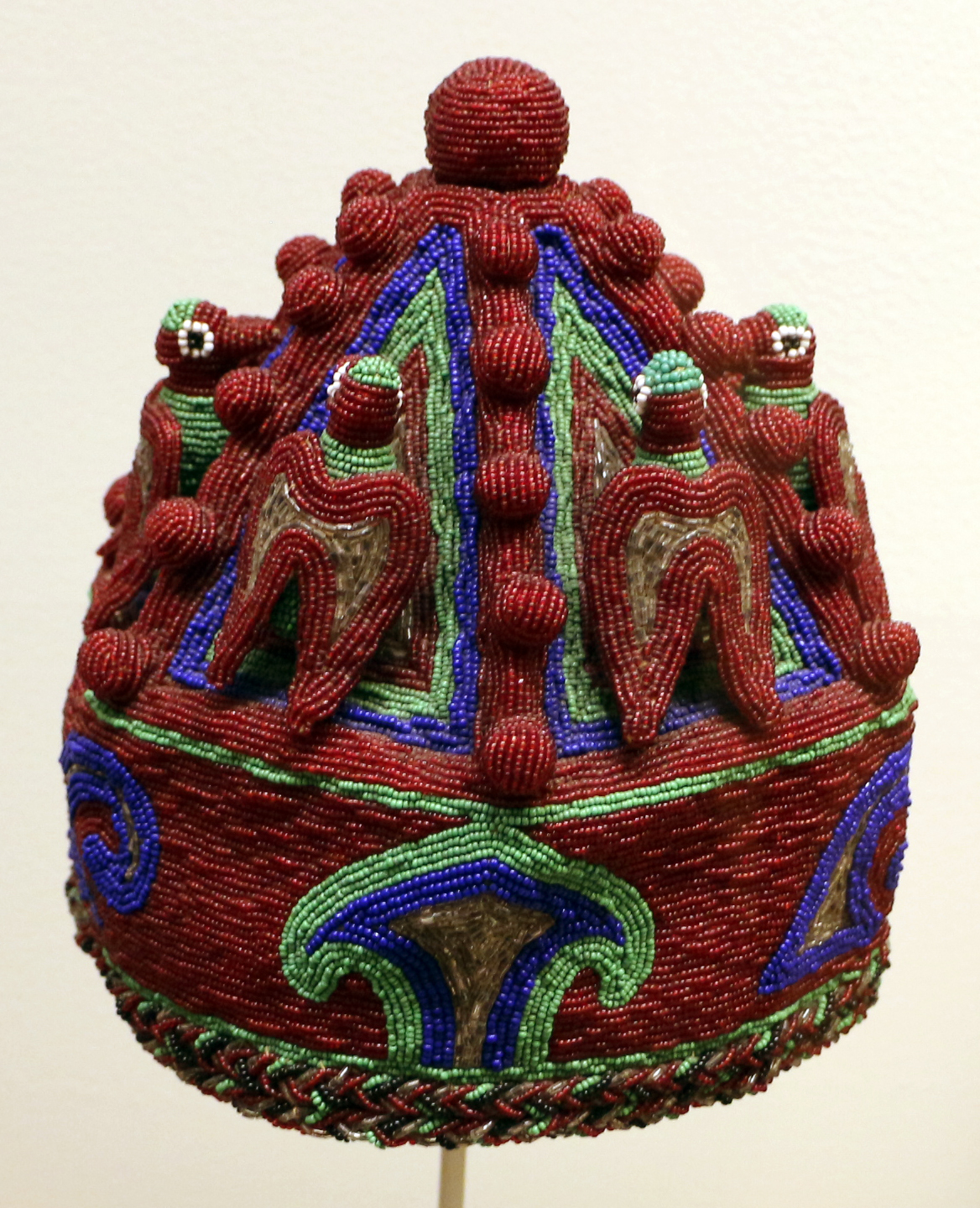
Corona real de oba con cuentas (Akoro). Museo de Arte de Indianápolis. El Akoro era más pequeño que un Adé y solía ser usado por reyes de menor rango bajo la tutela de un oba regional.
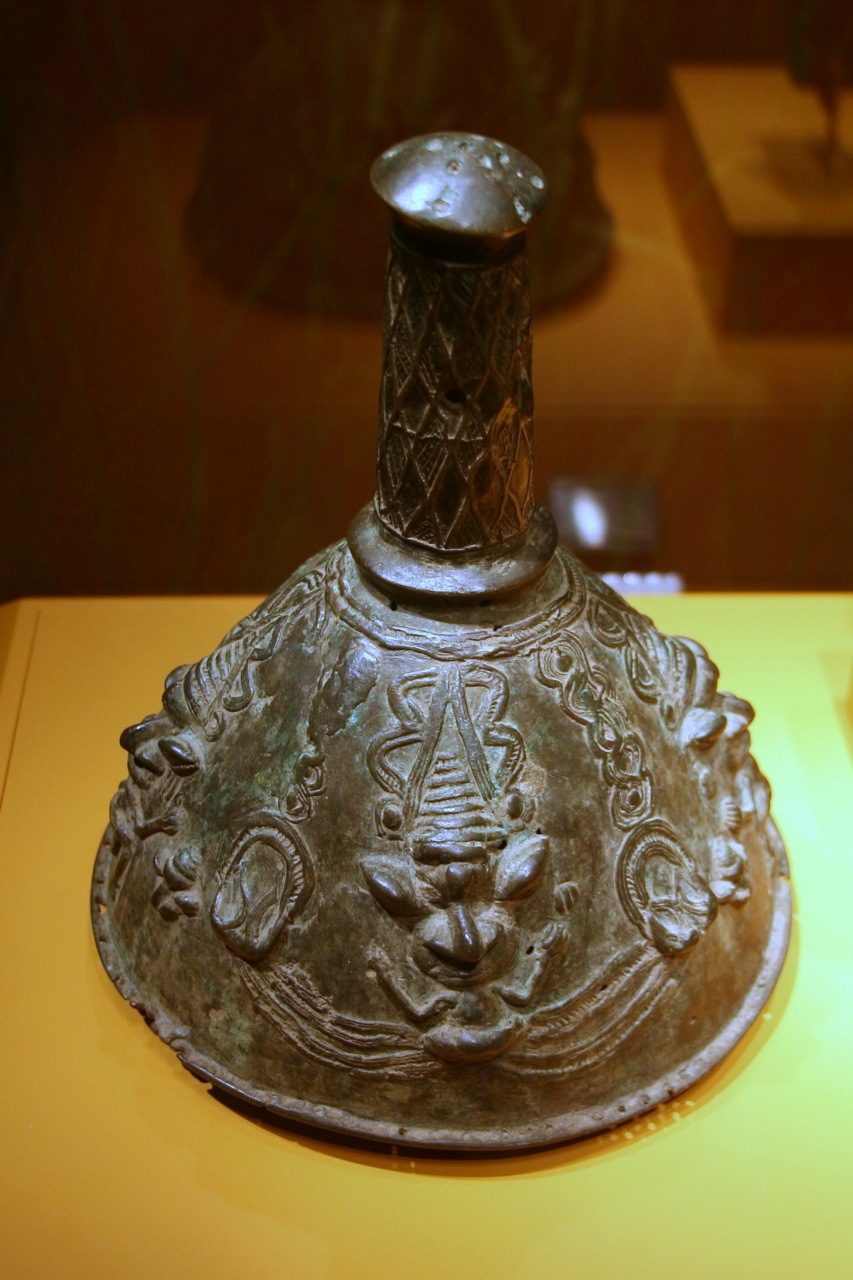
Corona yoruba de aleación de cobre (latón) del siglo XIX, procedente de Iperu, que sigue los típicos diseños yoruba de coronas ancestrales de tallo cónico. Estas coronas se utilizan en la veneración de los ancestros paternos de los reyes de Iperu (Ijebu). Los cuatro rostros fijos representan a los dioses o ancestros que todo lo ven. Sus ojos saltones indican cuándo el ojo espiritual reemplaza la visión ordinaria. Las dos figuras con patas de pez lodo se refieren a poderes sobrenaturales en dos reinos: la tierra y el agua, o la realidad y el espíritu.
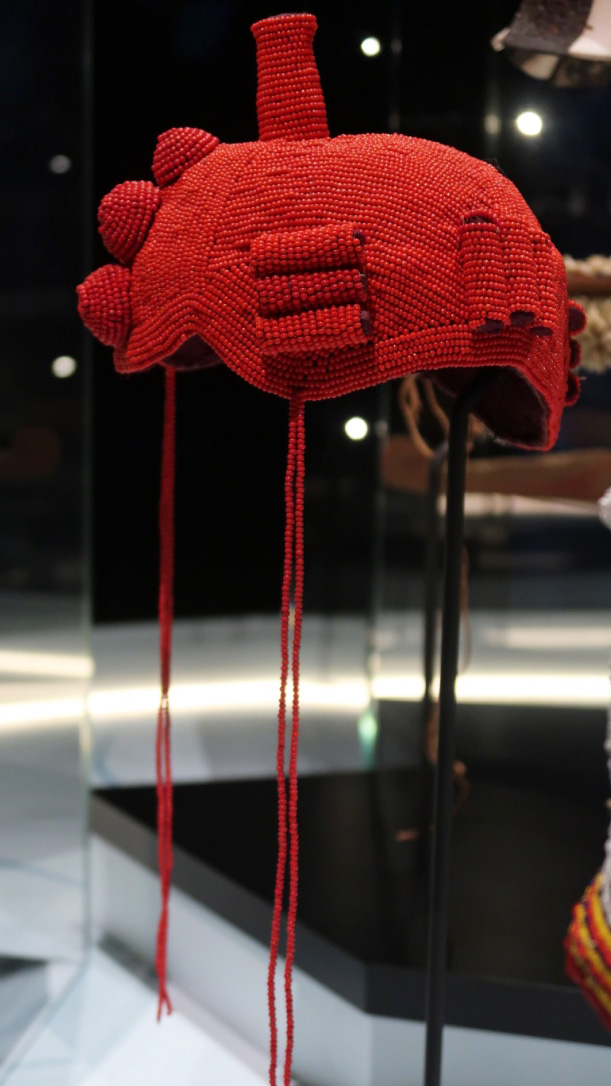
Los tocados reales, llamados orikogbofo, eran versiones más ligeras de las coronas ancestrales, que a menudo eran pesadas y engorrosas. El orikogbofo cumplía la función de mantener la cabeza del oba siempre cubierta, ya que era tabú que un oba apareciera con la cabeza descubierta. Este estilo es ahora popular en el sur de Nigeria, usado por varios miembros de la realeza de la región. Las borlas remanentes de un velo de cuentas que debía proteger completamente el rostro del oba se han reducido considerablemente a unas pocas y prácticas tiras.
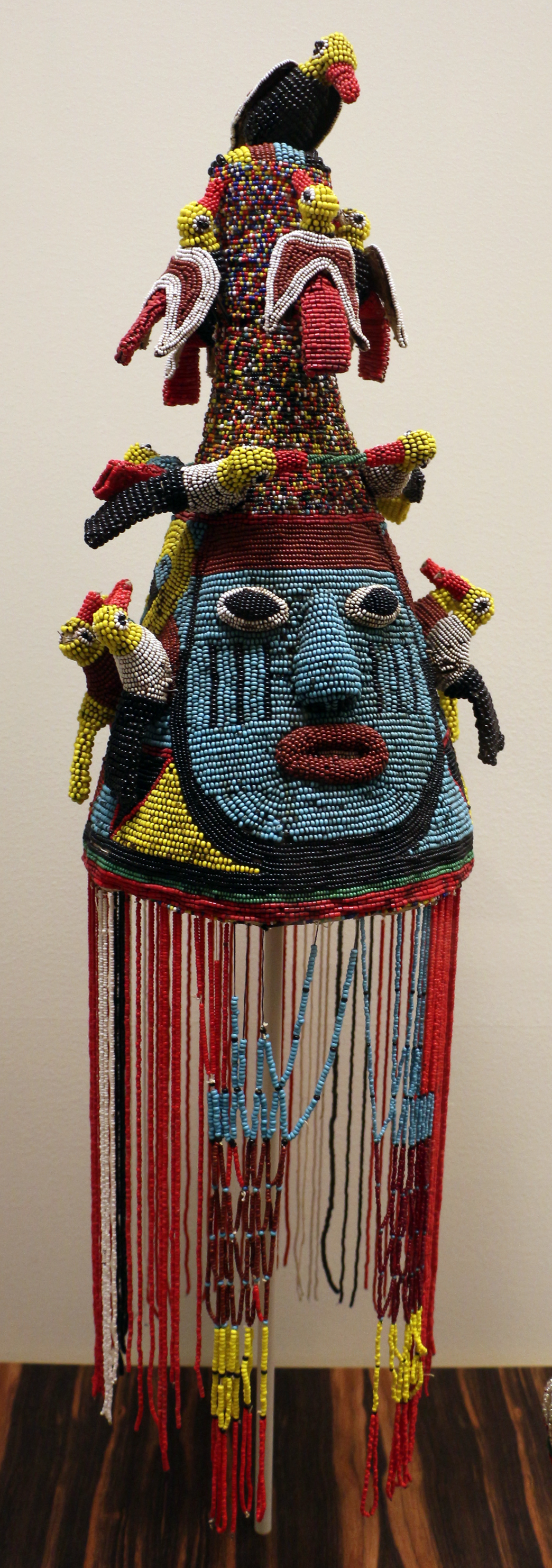
Corona real ancestral yoruba (Ade Nla)
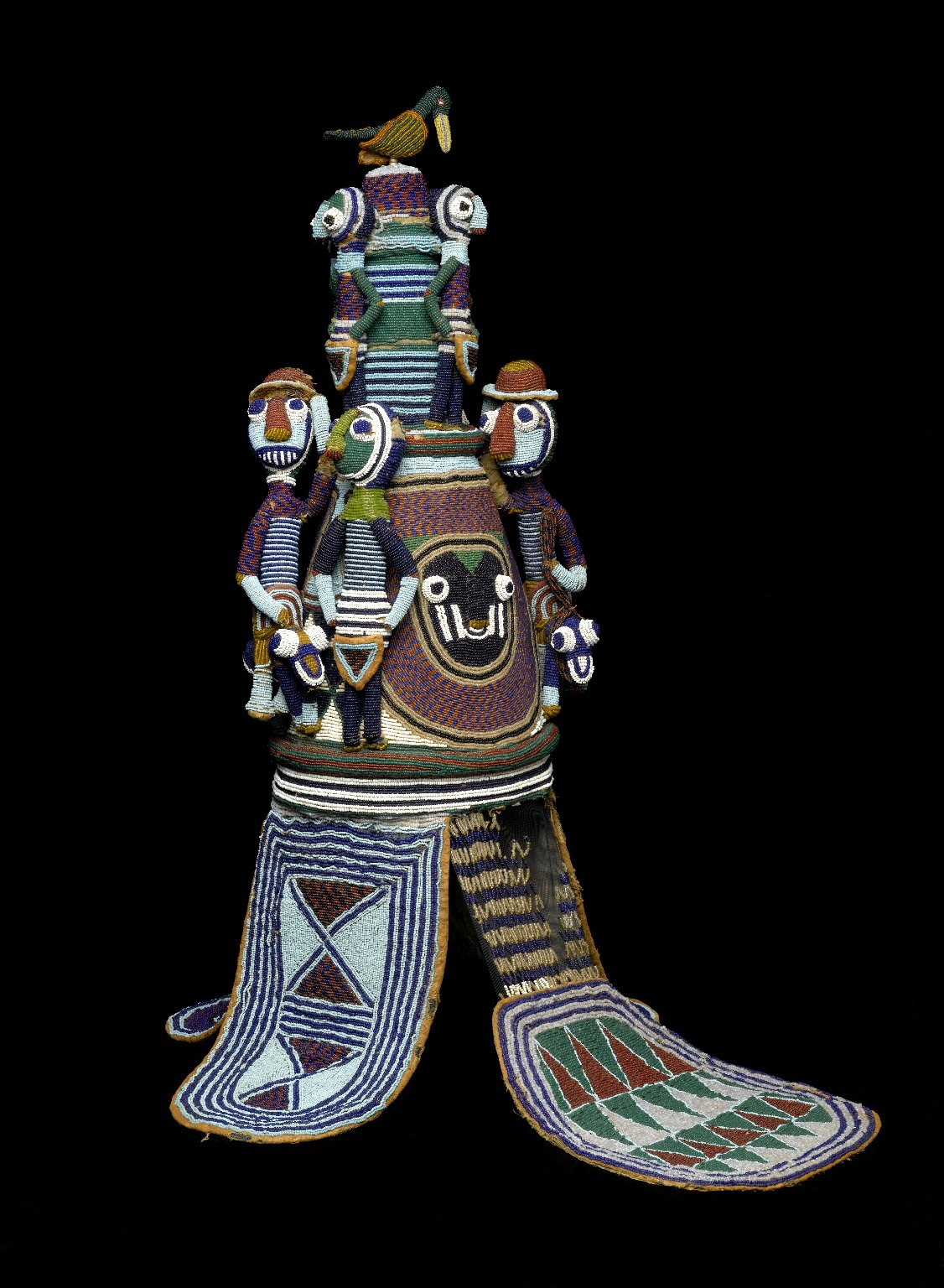
Corona de cuentas (Ade) de Onijagbo Obasoro Alowolodu, el Ogoga de Ikere Ekiti; finales del siglo XIX; marco de cestería, cubierto con tela de cuentas; 95,9 x 24,1 centímetros. Museo de Brooklyn.

## Alarinjo

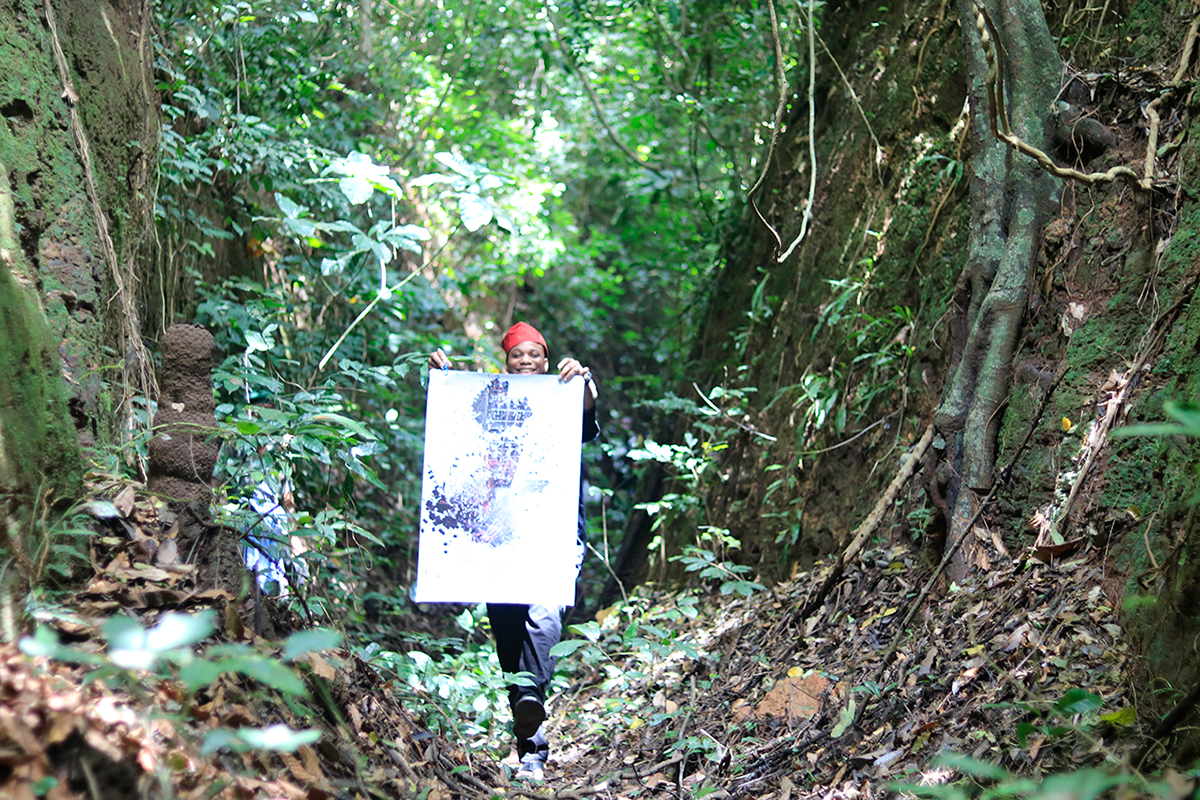
Olufeko dentro del Eredo de Sungbo sosteniendo la reliquia de Philosophers Legacy en 2017

También existe una forma de teatro tradicional conocida como Aláàrìnjó, que tiene sus raíces en el período medieval y que ha aportado mucho a la industria cinematográfica nigeriana contemporánea.

## Museo Esiẹ
El museo de Esiẹ, Irepodun (estado de Kwara), fue el primero que se estableció en Nigeria cuando abrió sus puertas en 1945. El museo albergó en su día más de mil lápidas o imágenes que representaban a seres humanos. Se dice que posee la colección de imágenes de esteatita más grande del mundo.  También se dice que sus obras de arte guardan similitudes con las de la cultura Nok. En la época moderna, el museo Esie ha sido el centro de actividades religiosas y alberga un festival en el mes de abril de cada año.